# Mikoyan-Gurevich MiG-23
El Mikoyan-Gurevich MiG-23 (en ruso: МиГ-23, designación OTAN: Flogger) es un avión de caza con ala de geometría variable para misiones en todo tipo de condiciones meteorológicas. Fue diseñado por la empresa Mikoyan-Gurevich en la Unión Soviética y se considera que pertenece a la tercera generación de cazas, junto a cazas similares soviéticos de la misma época como el MiG-25 "Foxbat". Fue el primer avión de combate soviético con radar look-down/shoot-down y misiles con capacidad operativa más allá del alcance visual, conocidos como BVR.
Su producción comenzó en 1967 con los prototipos y ejemplares de preserie, hasta alcanzar su nivel operativo allá por 1970. Más de 5000 aparatos fueron fabricados. En 1994 fue retirado completamente de servicio en Rusia, sin embargo en 2015, el MiG-23 continúa en servicio limitado en algunos países a los que fue exportado.

## Desarrollo y diseño
Su desarrollo comienza en 1961, en plena Guerra Fría. Sus requerimientos técnicos supusieron un gran salto tecnológico para la industria aeronáutica soviética. Dentro de los requisitos de la VVS (Aviación Táctica de la Fuerza Aérea Soviética) y la IA-PVO (Aviación de Defensa Aérea soviética), estaba: poder despegar desde pistas reducidas gracias a la tecnología STOL, en reciente desarrollo, llevar el doble de carga del MiG-21 a la misma distancia o tener el doble de alcance del MiG-21, llevar un radar con capacidad de mirar y disparar por debajo del caza, poder realizar intercepciones volando a máxima velocidad a unas 200 km de distancia de su base. Realizar misiones de superioridad aérea, intercepción, ataque al suelo e interdicción naval. Además de superar a los cazas europeos en servicio en aquel entonces, F-4E/F/M Phantom II, F-104 Starfigther, Mirage-3/5, Mirage F.1, y hacer frente a la nueva generación de cazas de cuarta generación Mirage 2000, F-16A Fighting Falcon, F/A-18A Hornet, F-15A Eagle y al formidable caza naval F-14B Tomcat.
El Buró de Mikoyan respondió con varios proyectos: el MiG-23-31, basado en el MiG-21; el Ye-8, con entrada de aire inferior; otros con más innovaciones, como el 23-01 de despegue vertical y el 23-11 con alas de geometría variable. Varios de estos proyectos fueron vistos en vuelo durante la feria aérea de Domodedovo en junio de 1967. Finalmente, fue escogido el 23-11, llamado MiG-23, al que la OTAN designó "Flogger". Sus primeras pruebas revelaron algunos problemas de control y estabilidad en maniobras a altas velocidades. Se introdujeron drásticas correcciones en el diseño antes de su producción en serie. Ya presentaba las líneas típicas de construcción, con dos grandes tomas laterales que permitían la instalación de un gran radar, las secciones alares externas accionadas hidráulicamente desde los 16° hasta los 72° de aflechamiento, superficies traseras en flecha y un complicado tren retráctil en el fuselaje. 
Tras arreglarse sus problemas principales, su producción comenzó en 1969, y en los años 70 era incorporado en masa al arsenal de la URSS y de sus aliados, hasta que se dio fin a su producción en 1985, luego de fabricarse 5.607 ejemplares.
El armamento principal para las tareas de combate aéreo estaba constituido por misiles R-23 (alcance 33 km para ambas versiones R-23R SAR y R-23T IR) o R-24 (disponible a partir del MiG-23MLA, alcance de hasta 50 km en ambas versiones SAR e IR) de alcance medio, y por el R-60, primer misil de tercera generación en entrar en servicio en el mundo. Disponible desde 1973 y a partir del MiG-23M (URSS) y MiG-23MF (Pacto de Varsovia y aliados), como nota el primer misil occidental de tercera generación, el AIM-9L, entró en producción recién en la década de 1980, por lo tanto en Europa la ventaja nuevamente estaba a favor de los cazas soviéticos armados con el pequeño pero mortal R-60, pensando además que los combates aéreos en Europa habrían sucedido a menos de 20 km, debido a la cercanía de las bases tanto de la OTAN, como del Pacto de Varsovia, entonces la guerra aérea se habría decidido en las famosas "pelea de perros". 
Por retrasos técnicos en cuanto a la construcción de la electrónica, los primeros ejemplares recibieron el radar limitado S-21, que también equipaba a los MiG-21 de última producción. Estos aparatos son conocidos como MiG-23S, y se utilizaron principalmente para probarlos en los escuadrones de caza de primera línea y así ver todo lo referente al uso del nuevo aparato. A partir del MiG-23M, se comenzó a utilizar el radar Sapfir-23L o D (Código OTAN: "High Lark") que le permitía detectar objetivos hasta una distancia de 55 kilómetros y emplear los misiles R-23R. También estaban dotados de un buscador infrarrojo pasivo (IRST) tipo TP-23 (30 km de alcance máximo), para detección calórica de blancos. Es importante mencionar la combinación radar + buscador IR, pues el único caza occidental que operaba con un buscador de tal tipo era el F-14, que agregaba a sus sistemas una cámara de TV y más adelante un buscador IR. El buscador IR TP-23, podía ser utilizado tanto para detectar blancos enemigos de forma paralela como independiente, así como para la navegación en caso de fallo del radar.

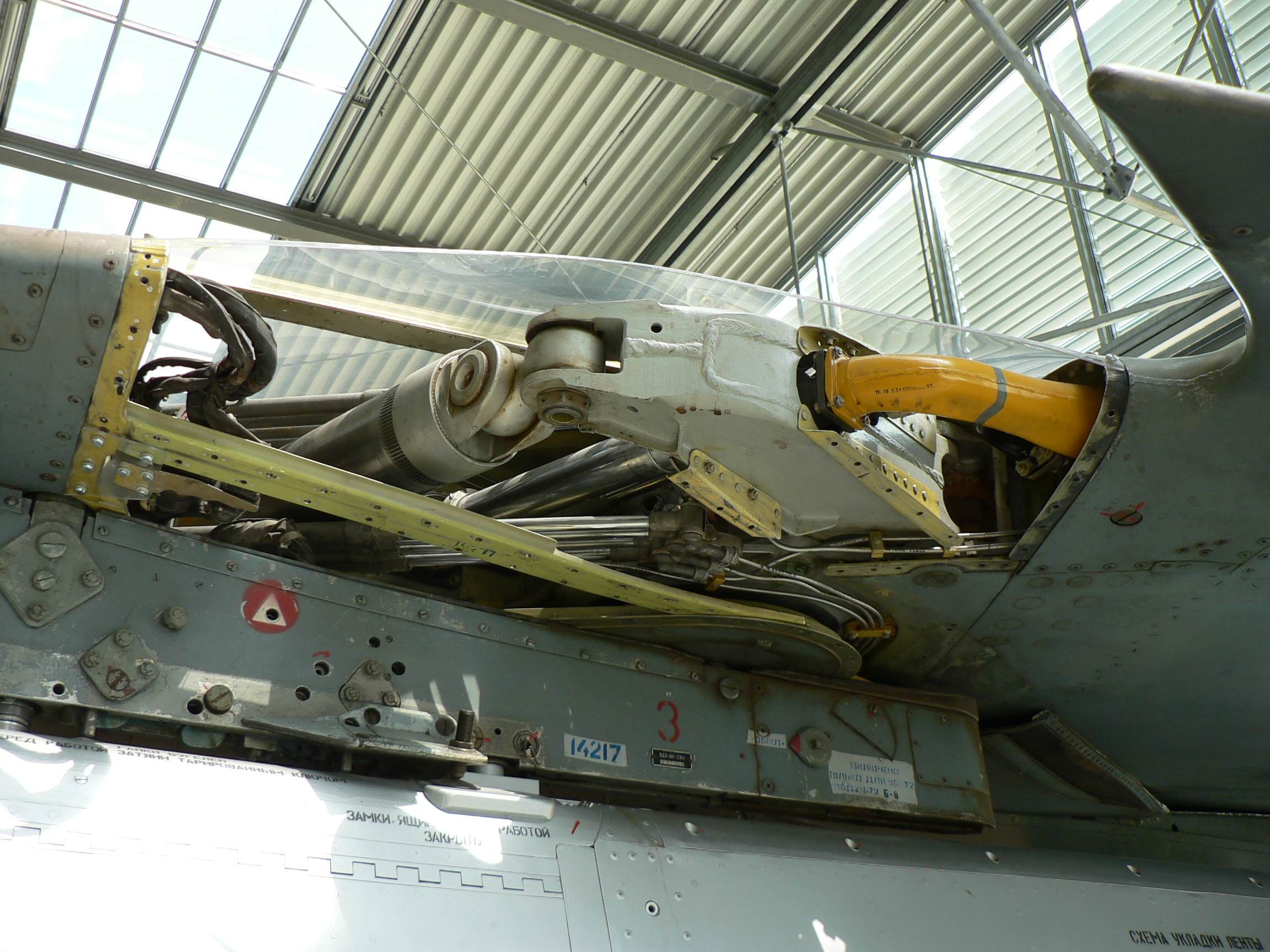
Mecanismo para mover el ala de geometría variable del MiG-23.
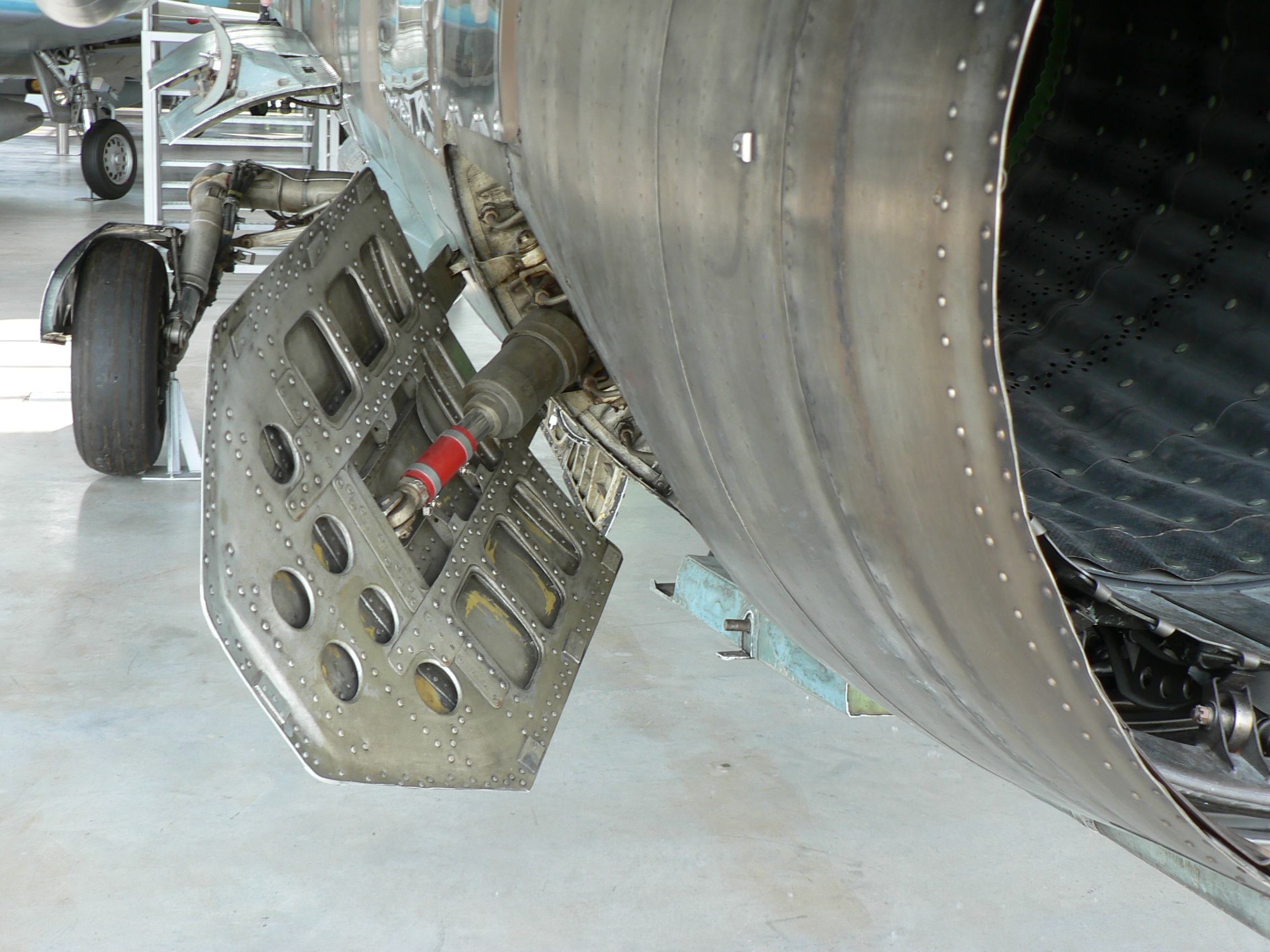
Detalle del aerofreno del MiG-23.
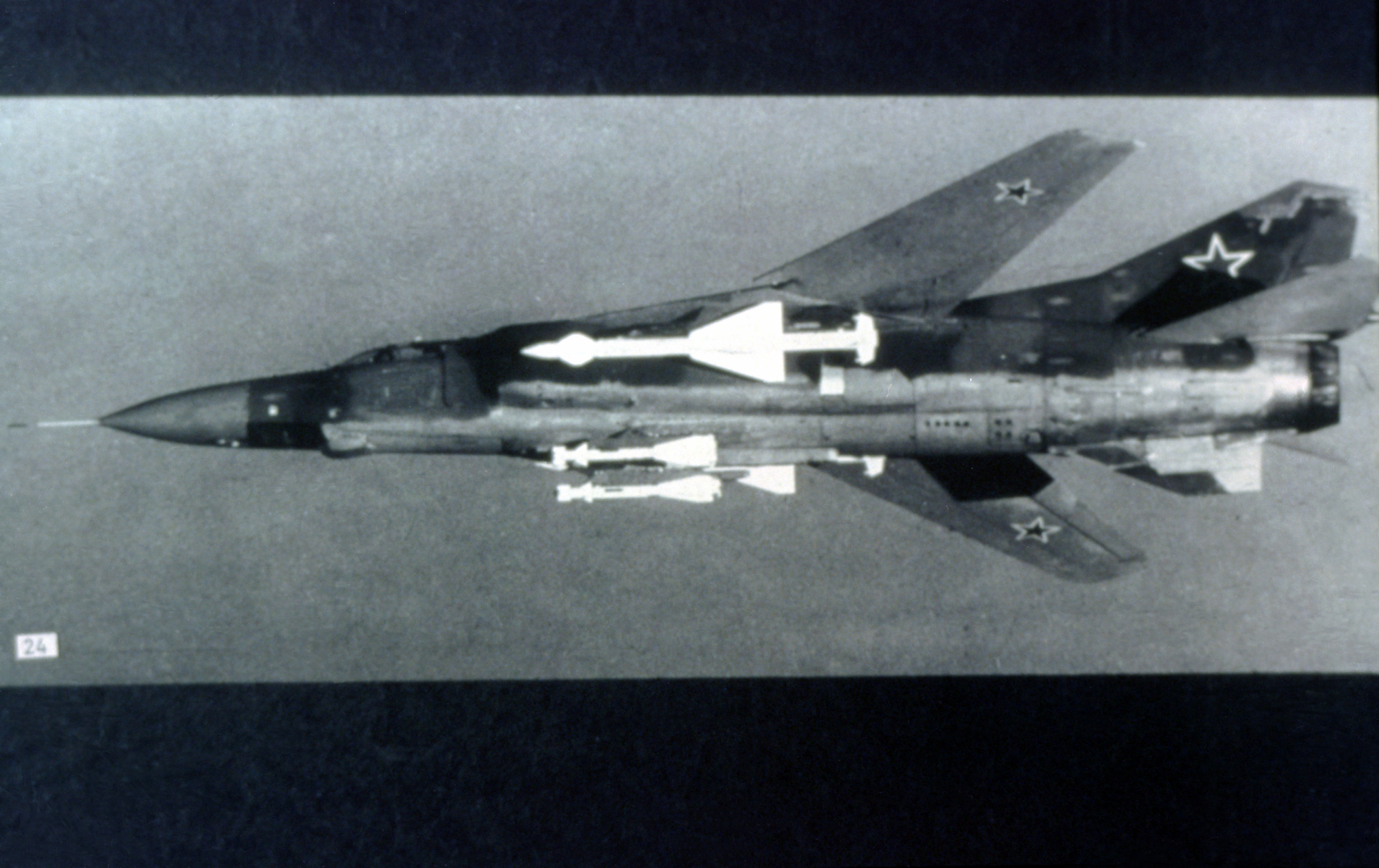
MiG-23M ("Flogger-B") armado con misiles AA-7 y AA-8 (designación OTAN).
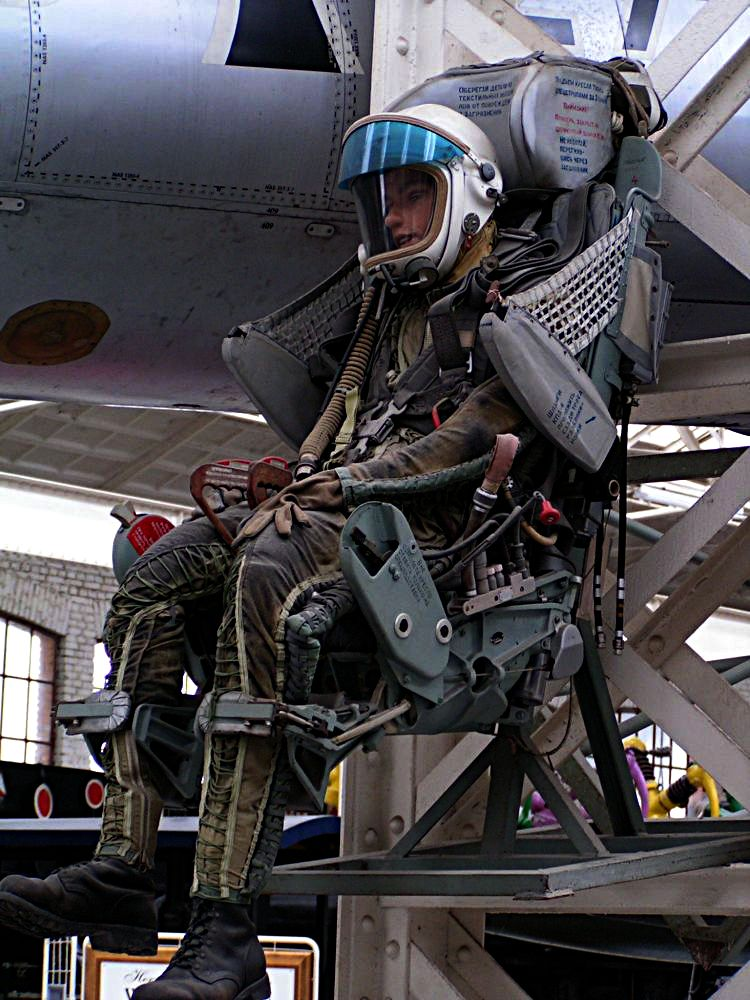
El asiento eyectable KM-1, usado en el MiG-21 y en el MiG-23.

## Variantes

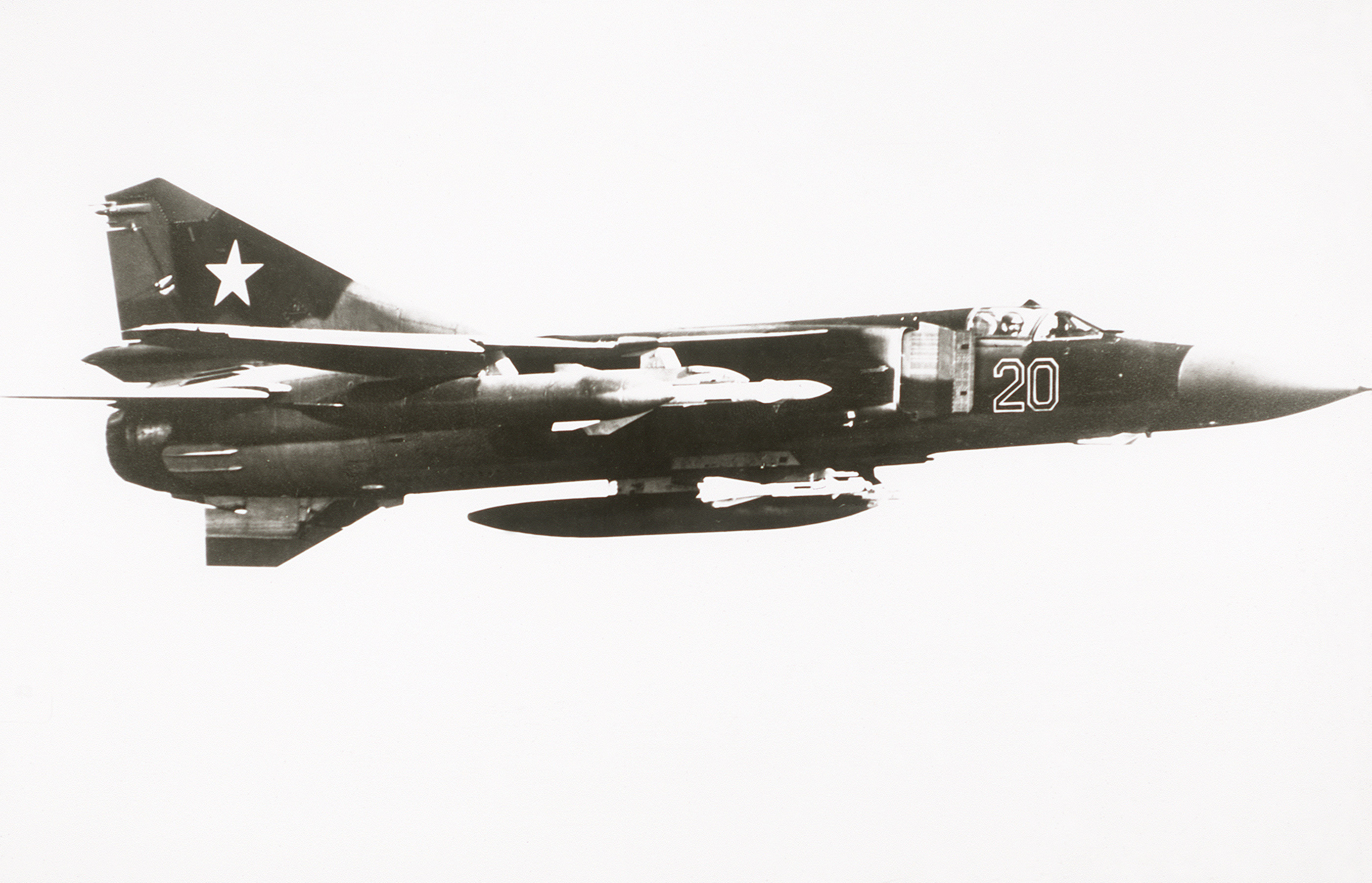
MiG-23MLA "Flogger-G".

Con su producción en masa, se desarrollaron diferentes versiones mejoradas:
- 23-11: Prototipo.

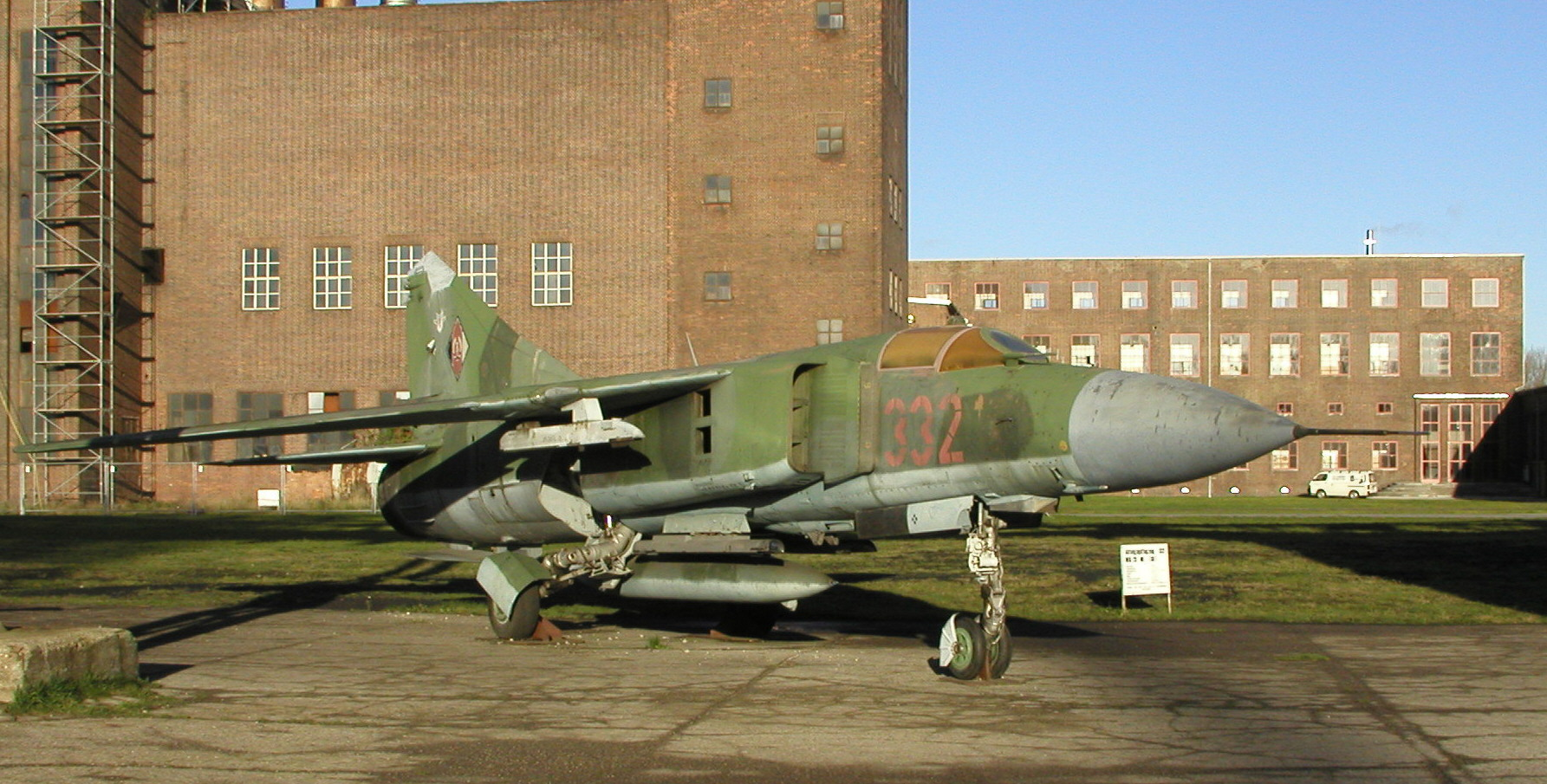
MiG-23ML de la Fuerza Aérea de la República Democrática Alemana.

- MiG-23S "Flogger A": Primera preserie. Fabricados alrededor de cien ejemplares, enviados a los escuadrones de caza de la VVS para medir la operatividad en los propios escuadrones frontales. Estos cazas serían rápidamente reemplazados por los MiG-23M o transformados a MiG-23U, los que fueron reemplazados fueron exportados a países del tercer mundo (cuba, siria, Irak, libia) como MiG-23MS.
- MiG-23UB "Flogger C": Versión biplaza de entrenamiento.
- MiG-23-1971: Versión de preserie anterior al MiG-23M, que fue presentada con todo su equipo electrónico de serie, además de una configuración inicial de misiles propuesta por la OKB-MiG, que incluía 2 misiles R-23R instalados en los puntos duros internos de las alas y dos R-23T instalado cada uno semiempotrado debajo de la entrada de aire del motor. se fabricaron alrededor de 50 ejemplares.
- MiG-23M "Flogger B": Motor de mayor potencia R-29B-300, misil R-60, a partir de 1972. La producción se inició a partir de 1972 para entrar en servicio un año más tarde. se trata de la principal variante fabricada. Poseía una velocidad máxima de Mach 2.3 y un factor de carga de 8g limpio y 7.5 g cargado.
- MiG-23MS "Flogger E": Versión de exportación, basada en el MiG-23S.
- MiG-23MF "Flogger B": Variante de exportación a los países del Pacto de Varsovia y aliados. entró en producción a partir de 1975, y fue exportado a casi todas las naciones del Pacto de Varsovia, incluida Alemania, Polonia, República Checa, Hungría, Rumania y no alineados como Yugoslavia. En Europa en 1980 había no menos de 100 aparatos en servicio solo en el Pacto de Varsovia, sin considerar los ejemplares en servicio en la URSS. Si hubiese estallado la guerra, las fuerzas de este habrían alcanzado la cifra no menor de más de 300 MiG-23M/MF operativos en entrar en combate contra los cazas de la OTAN, la mayoría conformada por cazas de segunda generación F-4, F-104, Mirage 3/5, F-5, F-105, A-7, F-8 y un puñado de cazas de tercera generación en servicio en los países bajos F-16A (armado tan solo con misiles AIM-9L), y los cazas de la USAFE, la principal amenaza soviética, que habría incluido: F-16A, F-4G, F-15A, A-10A, Harrier, todos pertenecientes a los experimentados pilotos de la USAF en Europa.
- MiG-23ML "Flogger A": Versión aligerada para la superioridad aérea, fue quitado el depósito de combustible situado debajo del motor y tuvo mejoras aerodinámicas. Fue reducida la sección del timón de cola. Esto mejoró las prestaciones aerodinámicas del MiG-23ML, hasta alcanzar un factor de carga de 8.5g limpio y 8G cargado con cuatro misiles AAM y combustible interno. Además el MiG-23ML, podía volar a 200 m del suelo a máxima velocidad hasta una distancia de 900 km, podía ascender hasta los 17000 metros con 4 AAM y entablar combate a esa altura, la razón de ascenso aumento hasta los 230 m/s y permitía superar con creces las prestaciones del F-4 que poseía un factor de carga de apenas 7.5 g limbio, mientras que el Kfir israelí apenas podía sostener 6.7g cargado. El MiG-23 tanto en versiones MF como ML en adelante, podía sostener velocidades supersónicas por más tiempo, a diferencia de sus contrapartes occidentales como el F-15A, que en teoría puede volar a Mach 2.54, pero a baja altura la carga alar se vuelve insoportable para el aparato y las vibraciones pueden terminar rompiendo el ala, en cambio el diseño compacto del MiG-23, en especial la versión ML y siguientes le permitía al piloto sostener velocidades supersónicas volando a bajo nivel de Mach 2.3, algo muy importante a la hora de combatir, pues al piloto experimentado permite realizar ataques rápidos y romper el contacto con el enemigo volando a una alta velocidad. hay que tener en cuenta que según la experiencia de las guerras entre Siria e Israel, los combates siempre fueron a menos de 5000 metros de altura, incluso volando a altura de los cerros y montañas y a distancias de menos de 30 km de hecho casi todos los reportes hablan de combates a distancias de entre 25 a 5 km. Fue instalado la variante mejorada del Radar Sapfir-23ML de 85 km de alcance. Tren 175 mm más alto, timón vertical modificado. Nuevo motor más potente. además en la versión MLA podía disparar el misil R-24R/T con mayor alcance y mejores sistemas ECCM.

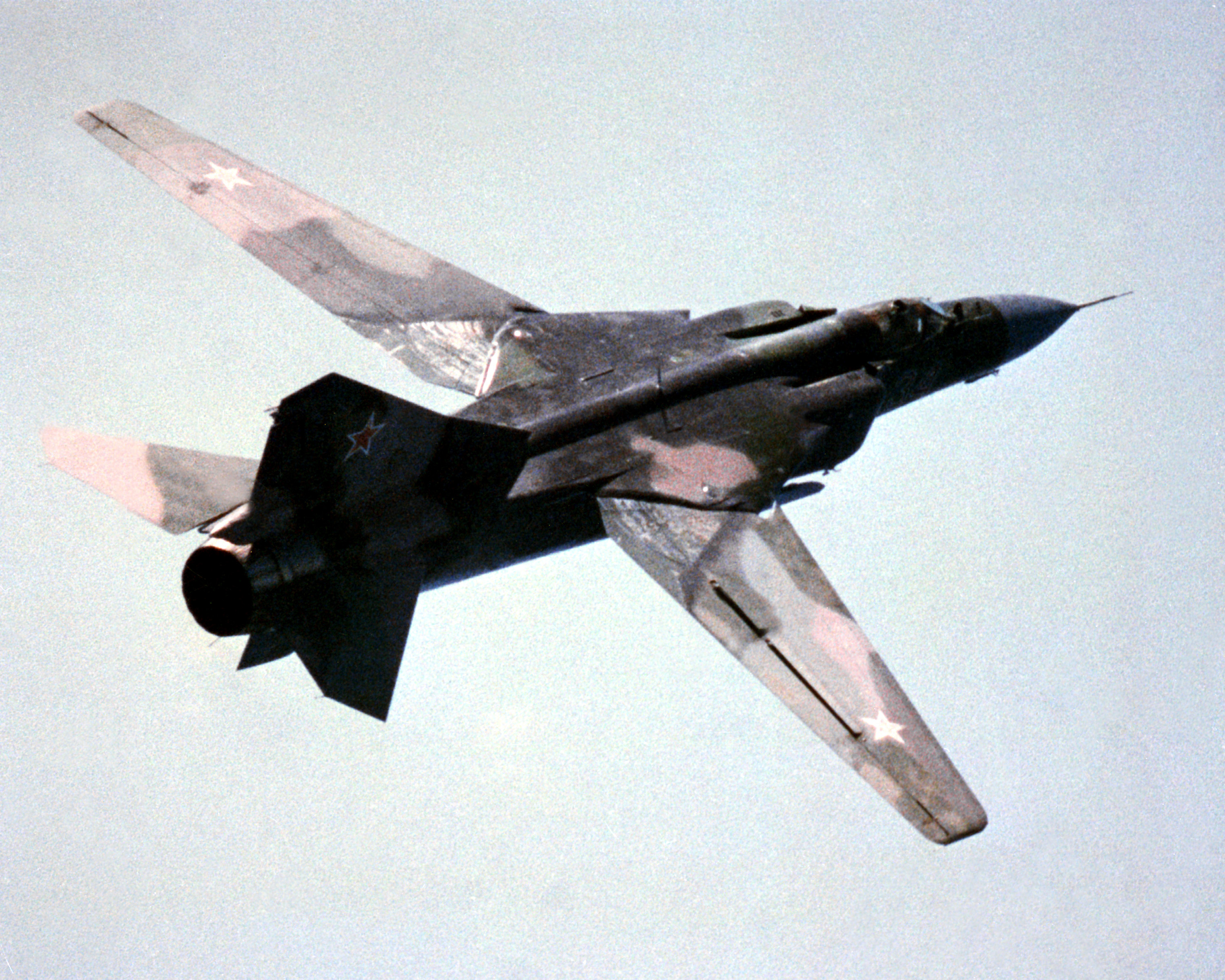
MiG-23MLD "Flogger-K".

- MiG-23MLD "Flogger K": Versión de superioridad aérea y caza táctico propuesto como modernización de los cazas en servicio con la VVS y la IA-PVO. Estas modernizaciones fueron permitidas a unos 400 aparatos en servicio en la URSS. esta modernización, incluyó la actualización del radar, nuevo buscador IR TP-26Sh con alcance aumentado hasta 60 km en perfil de persecución. Fue agregado un nuevo paquete ECM y Jammer que incluía bengalas y chaff, instalados uno a cada lado sobre la parte trasera-media del fuselaje, con 60 alvéolos cada una. además fue incorporado el motor más potente R-35F-300 de 8640 kg de empuje en seco y 13000 kg de empuje con postcombustión. Como armamento incorporó a partir de 1985 el formidable misil de cuarta generación R-73B que eran llevados uno en cada punto duro bajo el fuselaje, más dos R-24R/T instalados en el punto duro subalar. Existe la creencia que igual podían utilizar el nuevo misil de tercera generación R-27R/T que ofrecía prestaciones superiores al misil AIM-7M de la USAF. Nuevamente con la puesta en servicio del MiG-23MLD y el misil R-73B la ventaja corría con suerte para los cazas de la VVS y la IA-PVO, más cuando fueron actualizados hasta 400 aparatos desde 1984. Recordemos que en 1986, los cazas más modernos en servicio en Europa, eran un puñado de Mirage 2000C en Francia y Grecia, los recién incorporados F-18A de España, los F-16A/B de los países bajos armados principalmente con misiles de guiado infrarrojo. Los demás eran todavía cazas de segunda generación o modernizaciones. Más si pensamos que en esos años ya había en servicio en la URSS otros 300 MiG-29 9.12, cerca de 200 MiG-31, 200 MiG-25PD más unos 400 MiG-23MLD/MF en servicio con la URSS y sus aliados. Aunque hay que tener en cuenta que Estados Unidos ya tenía un ala de F-15C asentada en el Reino Unido así como la task force 60 de la Sexta Flota, contaba con los F-14A Tomcat, ambos modelos de capacidades muy superiores en casi todos los aspectos[cita requerida]. Por este desequilibrio a favor de la URSS, la OTAN se apresuró a firmar tratados de reducción de armas convencionales en Europa y obligar a la URSS, a definir sus aparatos como cazas o aviones de ataque, por esta razón los cazas soviéticos no operaron misiles Aire-Superficie hasta la llegada de los novedosos Su-30MS, MiG-29SMT, Su-35S y Su-34.

- MiG-23P "Flogger E": Interceptor para la defensa aérea de la URSS. variante fabricada desde las versiones ML/MLA, incorporaba una serie de modificaciones electrónicas que permitían tener una total conectividad con el sistema de defensa aérea de la URSS, integrado por silos SAM, Radares de largo alcance, cazas interceptores y aviones de reconocimiento aéreo entre otros. Estos aparatos también fueron modernizados al estándar MLD
- MiG-23BN "Flogger H": Versión especializada de ataque a tierra. Su morro fue rediseñado para mejorar la visibilidad hacia abajo y recibió blindaje. En lugar del radar tiene un sistema de apunte y navegación Sokol-23, telémetro láser Fon.
- MiG-27 "Flogger D": Desarrollo del MiG-23BN con tomas de aire simplificadas, un telémetro láser, un radar telemétrico y un equipo de navegación Doppler. Podía llevar varios misiles guiados como el X-23 (AS-7 Kerry), el antirradar AS-9, el AS-10 de guía láser y bombas planeadoras.
- MiG-27M "Flogger J": Versión modernizada con pequeños cambios en el morro y pequeñas extensiones en el borde de ataque, nuevo equipo.

### MiG-23-98
Esta actualización se aplica a las versiones Mig-23MLD y Mig-23P, y está diseñado para darle al caza capacidad de ataque aire -aire Diurno/nocturno en cualquier condición meteorológica, y de ataque a tierra con armas guiadas y no guiadas.
La actualización consiste en la instalación de un nuevo radar multifuncional multicanal de pulso-doppler Moskit-23, que permite el uso de misiles Aire-Aire R-73, RVV-AE, y R-27, designación de objetivos para guiar misiles antibuques Kh-31A y Kh-35, otra opción es la modernización del radar Sapfir-23 la cual permite el uso del Misil R-73 y del RVV-AE, así como también R-24R, R-23 y R-60.
El avión también está equipado con un computador digital y un GPS en ambas versiones de radar, en la versión con nuevo radar, el caza también es equipado con un sistema de navegación de vuelo inercial y una pantalla multifuncional.
El Mig-23-98 puede ser equipado adicionalmente con:
- Montaje en el casco designador de objetivos.
- Nuevo equipo ECM ( una estación de alerta de radar de teatro, jammers activos y dispensadores de señuelos térmicos).
- Designador de objetivos para misiles Aire-Radar.
- Sistema IFF y ATC.
- Sistema de grabado y análisis de datos Karat-B.
- Pods de reconocimiento y designación.
- Misiles Kh-29T (TE), bombas guiadas KAB-500Kr guiadas por TV así como misiles Kh-29L y bombas KAB-500L guiadas por láser (estas últimas con el montaje de pod de designación).

## Usuarios

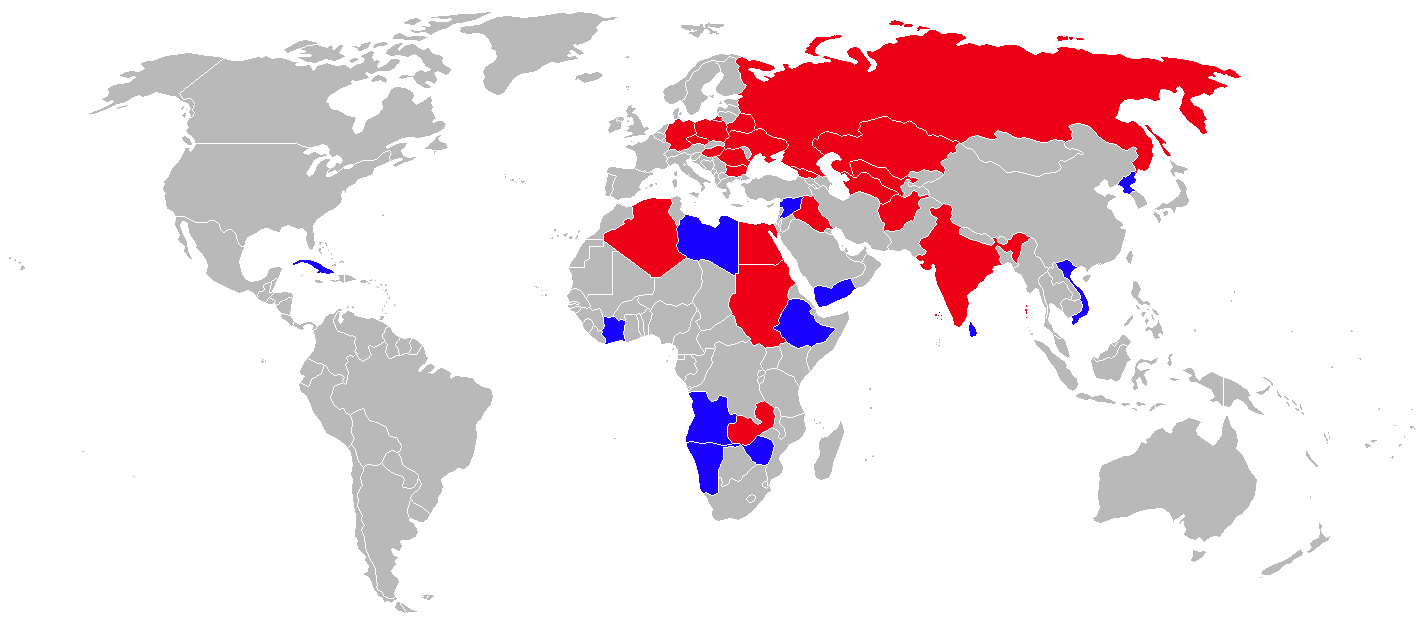
Usuarios del MiG-23
Usuarios en activo.
Antiguos usuarios.

Un tercio de los 5607 MiG-23 fabricados fue exportado, en sus diferentes versiones, a varios países: Afganistán, Argelia, Angola, Bulgaria, Cuba, Checoslovaquia, Alemania Oriental, Egipto, Etiopía, Libia, Nigeria, Hungría (Fuerza Aérea Húngara), Irak, la India, Corea del Norte, Polonia, Siria, Sudán, Yemen y Vietnam.
Por diferentes vías también los recibieron Estados Unidos, Israel y China para evaluarlos. Luego de algunas negociaciones, en 1978, China compró dos MiG-23MS, dos MiG-23BN, dos MiG-23Us, diez MiG-21MFs, y diez AS-5 Kelt ASMs a cambio de piezas de repuesto y apoyo técnico para la flota egipcia de MiG-17s y MiG-21s. Después de un acuerdo similar con EE. UU. seis MiG-23MS y seis MiG-23BN, así como 16 MiG-21MFs, dos Su-20s, dos MiG-21Us, dos Mi-8s y diez AS-5 ASM, fueron comprados por la División de Tecnología Extranjera de la USAF, responsable de la evaluación de tecnologías enemigas, a cambio de armas y repuestos fabricados en EE. UU, incluyendo misiles AIM-9J/P Sidewinder, los cuales fueron instalados en los MiG-21s egipcios.
La República Federal de Alemania recibió de Egipto un MiG-23BN en 1986, que junto a un Su-20 sirvió en la base de Manching para entrenamiento de pilotos.

### Activos

MiG-23MF

Armenia5 MiG-23 en activo.
 Argelia29 MiG-23BN/MS/UB en activo.
 Angola32 MiG-23M/UB en activo.
 Bielorrusia34 MiG-23M oficialmente en activo (aunque se creen vendidos o retirados).
 Costa de Marfil2 MiG-23MLD comprados a Bulgaria a final de los 1990.
 Cuba24 MiG-23ML/MF/BN/UB. Cuba es el único usuario de Latinoamérica en contar con un caza con alas de geometría variable
 Etiopía32 MiG-23BN/UB en activo, para ataque al suelo. La versión MIG-23ML, fue retirada.
 Libia130 MiG-23MS/ML/BN/UB oficialmente en activo (aunque la mayoría no se usan).
 Corea del Norte66 MiG-23ML/UB oficialmente en activo.
 Sri LankaUn MiG-23UB biplaza para entrenamiento de los MiG-27.
 Siria146 MiG-23MS/MF/ML/MLD/BN/UB oficialmente en activo.
 Turkmenistán230 MiG-23M/UB oficialmente en activo.
 Yemen44 MiG-23BN/UB oficialmente en activo.
 Vietnam36 Mig-23ML/UB oficialmente en activo.
 Zimbabue3 MiG-23M/UB oficialmente en activo.

### Anteriores

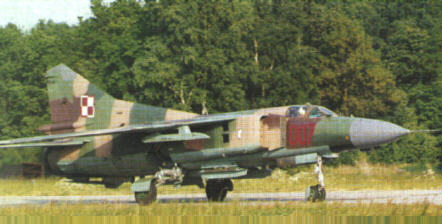
MiG-23 polaco.

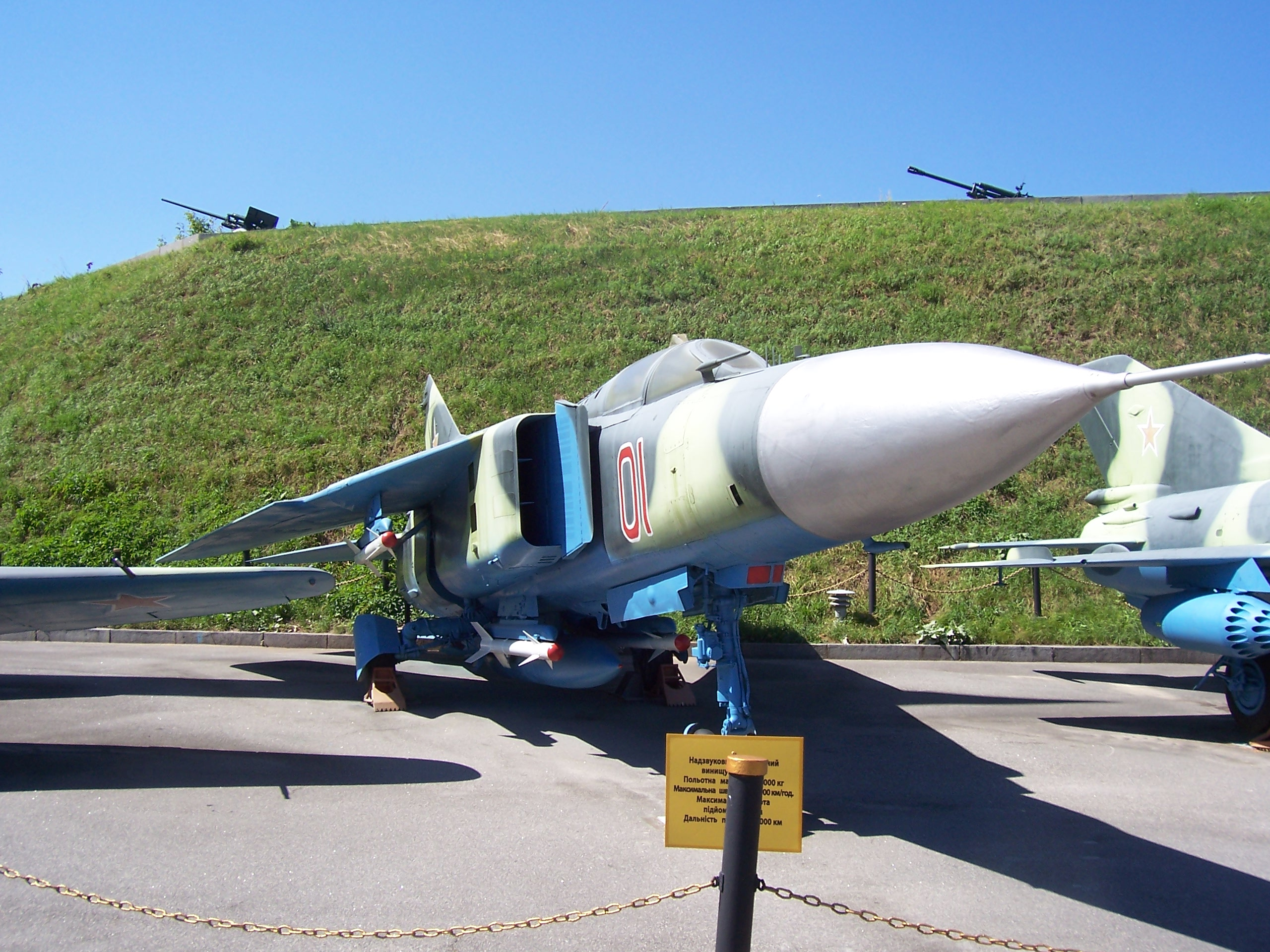
MiG-23 en el Museo de la Gran Guerra Patria de Kiev.

AfganistánMiG-23BN/UB en activo desde 1984 (se cree que operados por la URSS).
 Bulgaria90 MiG-23 en activo desde 1976 hasta 2002: 33 MiG-23BN, 12 MiG-23MF, 1 MiG-23ML, 8 MiG-23MLA, 21 MiG-23MLD y 15 MiG-23UB.
 República ChecaMiGs retirados en 1994 (BN, MF version) y 1998 (ML, UB variant).
 ChecoslovaquiaMiG-23 de la desaparecida Checoeslovaquia.
 República Democrática AlemanaTransferidos a la Luftwaffe con la reunificación. La Luftwaffe cedió al menos dos MiG-23 a la USAF y el resto se cedió o desguazó.
 Irán24 recibidos de Irak en 1991, se desconoce su estado.
 EgiptoVenta de seis MiG-23BN/MF/U a China a cambio de equipos y respuestos militares. Otros ocho vendidos a la USAF a cambio de aviones y misiles.
 Georgia
 Hungría16 MiG-23 retirados en 1997: 12 MiG-23MF y 4 MiG-23 UB.
 IndiaLos MiG-23BN se retiran en marzo de 2009. Los MiG-23MF se retiraron en 2007.
 IrakAlgunos MiG-23 estaban en Yugoslavia en 1991 para ser modernizados. Quedaron allí y al menos uno está en el Museum of Aviation in Belgrade.
 Polonia36 MiG-23MF y seis MiG-23UB en activo desde 1979 y 1982, respectivamente. Retirados en 1999.
 Rumania46 MiG-23 en activo desde 1979 hasta 2001: 36 MiG-23MF y 10 MiG-23 UB.
 RusiaAprox 500, en la reserva.
 Unión SoviéticaPasan a las repúblicas de la CEI.

### Usuarios no oficiales
China
- MiG-23 obtenidos de Egipto, para ser copiados como modelo Nanchang Q-6, que nunca llegó a entrar en servicio.[cita requerida]

 Israel
- Avión sirio deserta a Israel y es probado por la IAF.

 Estados Unidos
- MiG-23 obtenidos de Egipto se mantienen en vuelo en Groom Lake hasta final de los 80. Evaluados en combate simulado con la USAF y aviones de la OTAN en Nellis Air Force Base.

### MiG-23 desertores

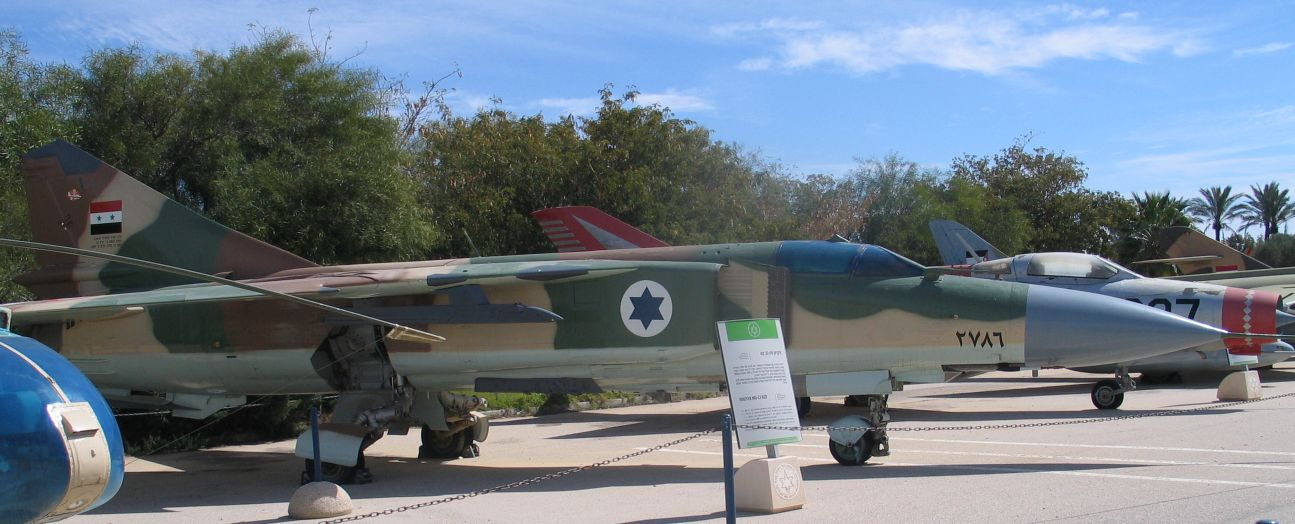
MiG-23 en Israel. Este aparato desertó de Siria.

Algunos ejemplares de MiG-23 llegaron a manos de fuerzas aéreas occidentales y China. Al igual que sucedió con los MiG-17 y MiG-21 algunos sirvieron en la USAF.
En la mañana del 11 de octubre de 1989, un MiG-23ML aterrizó en la pista de aterrizaje de Megiddo, saliendo su piloto de la cabina, moviendo sus manos y declarando:´´Quiero desertar. Vengo en paz´´. El piloto había despegado de la base siria Blei Airfield, en una misión de entrenamiento. Voló junto a su compañero por unos minutos y luego cambió de dirección dirigiéndose hacia Israel, cruzando la frontera a una altitud de menos de 50 metros y a alta velocidad, entre 1,150 y 1,250 kph. Todo el vuelo duró entre 15 y 20 minutos. Luego del incidente al piloto le fue otorgada una nueva identidad y enviado a un tercer país para su protección. En cuanto al MiG 23 fue transferido a la Base de Tel Nof, en donde fue examinado parte por parte. También fue sometido a pruebas en vuelo para ver qué conclusiones se podían sacar de las prestaciones de vuelo del avión. El primer vuelo bajo propiedad israelí fue el 29 de enero de 1990 con el Lt. Col. Oler Safra al mando. Luego de 18 vuelos con el MiG a cargo del Lt. Col. Safra fue transferido a Tel Nof para ser almacenado. Israel Aircraft Industries (IAI) también examinó el avión por un tiempo y luego fue transferido para el Museo de la IAF.
En abril de 1989 otro piloto sirio había desertado a Turquía con su MiG-23ML. 
El 20 de marzo de 1991 el mayor Orestes Lorenzo Pérez, de Cuba, aterriza con su MiG-23BN N°722 en la base aeronaval de Key West, Florida. Lorenzo era el segundo jefe de la base aérea de Santa Clara, y desertó en su primer vuelo en el MiG-23BN. El avión fue devuelto y Lorenzo pidió asilo político, pero su familia se quedó en Cuba (esposa y dos hijos), a la que recogió el 19 de diciembre de 1992, para lo cual voló clandestinamente en un Cessna 310 a la isla y aterrizó en una carretera de Varadero, a 150 km, al este de La Habana logrando burlar las defensas aéreas cubanas y regresar a salvo al aeropuerto de Florida Keys en Marathon, Florida.
También en 1991 un MiG-23 de la Fuerza Aérea de Libia desertó a Grecia.
En 1984 un Mig-23 se estrelló en Nellis, provocando la muerte del piloto, teniente general Robert M. Bond. Con la reunificación alemana los MiG-23 de la República Democrática pasaron a integrarse en la Luftwaffe, que cedió algunos ejemplares del MiG-23 a la USAF. Varios MiG-23 fueron comprados por Egipto en 1979.

## Historia operacional
Los historiadores de la aviación occidentales y rusos generalmente difieren con respecto al registro de combate para sus vehículos y doctrinas militares, debido al sesgo a favor de sus respectivas industrias nacionales y academias. Por lo general, también aceptan reclamos que van junto con sus puntos de vista políticos respectivos, ya que generalmente sus respectivos historiadores escriben y aceptan informes contradictorios. Antes de los últimos años, con el uso generalizado de cámaras portátiles de mano, se podrían publicar pocas pruebas gráficas sobre pérdidas y victorias específicas de los diferentes sistemas de combate, con un número limitado de pérdidas y victorias confirmadas por ambas partes. Las fuentes occidentales generalmente atribuyen un número muy limitado de victorias aire-aire confirmadas al MiG-23, mientras que reportan un mayor número de MiG-23 derribados principalmente por la Fuerza Aérea Israelí en 1982, mientras que las fuentes rusas generalmente disminuyen el número de pérdidas y aumenta el número de muertes infligidas, lo que hace que la proporción de muertes entre el aire y el aire se reduzca a la paridad.
Algunas acciones en que el MiG-23 estuvo presente:
- El MiG-23MS volado por el My. El al-Masry, logró el 19 de abril de 1974 derribar dos F-4E Phantoms de la IDF sobre el Golán, pero no sobrevivió a la misión.
- El 26 de abril de 1981 una formación israelí bombardeó las posiciones de la OLP en la región sur de la ciudad libanesa de Sidón. Dos MiG-23MS fueron dirigidos para interceptarlos, y lograron derribar a dos A-4 Skyhawks.
- Los cazas MiG-23 de Siria, en choques con la aviación de Israel entre 1982 y 1985, reclamaron el derribo de 12 aparatos (3 F-15, 5 F-16, 3 F-4, 1 BQM-34), contra 10 pérdidas. Sin embargo, los israelíes, afirman que ello es muy dudoso, ya que la aviación siria sufrió graves pérdidas en 1982 al enfrentarse a Israel.
- En Afganistán fueron muy usados, tanto para ataques a tierra como para la defensa contra los F-16 del vecino Pakistán (suministrados por EE. UU. para contrarrestar a los MiG rusos basados en Afganistán). En uno de estos enfrentamientos un F-16 derribó a otro F-16 por confusión en un combate nocturno con los MiG-23.
- En la guerra de Irán-Irak (1981-1988), los MiG-23 iraquíes lograron derribar a dos superiores cazas F-14. Los pilotos iraquíes preferían el MiG-23 al Mirage F1. Sin embargo, parece que hasta la llegada del Mirage F1 los iraquíes temieron a los F-14 iraníes e Irán gozó de la supremacía aérea (dentro de sus limitaciones debidas al embargo)
- Durante la guerra del golfo de 1991, el primer día de conflicto un MiG-23ML (piloto Hussam) del 63 Sq de la IrAF, logra dañar un F-111F con un R-24T de guía infrarroja, minutos más tarde otro MiG-23ML dispara un R-24T a un F111F de la 48th TFW, el cual daña seriamente, pero no logra derribarlo
- Algunos MiG-23 libios fueron destruidos por la US Navy durante los enfrentamientos ocasionales que se sucedieron.

### Servicio en el pacto de Varsovia

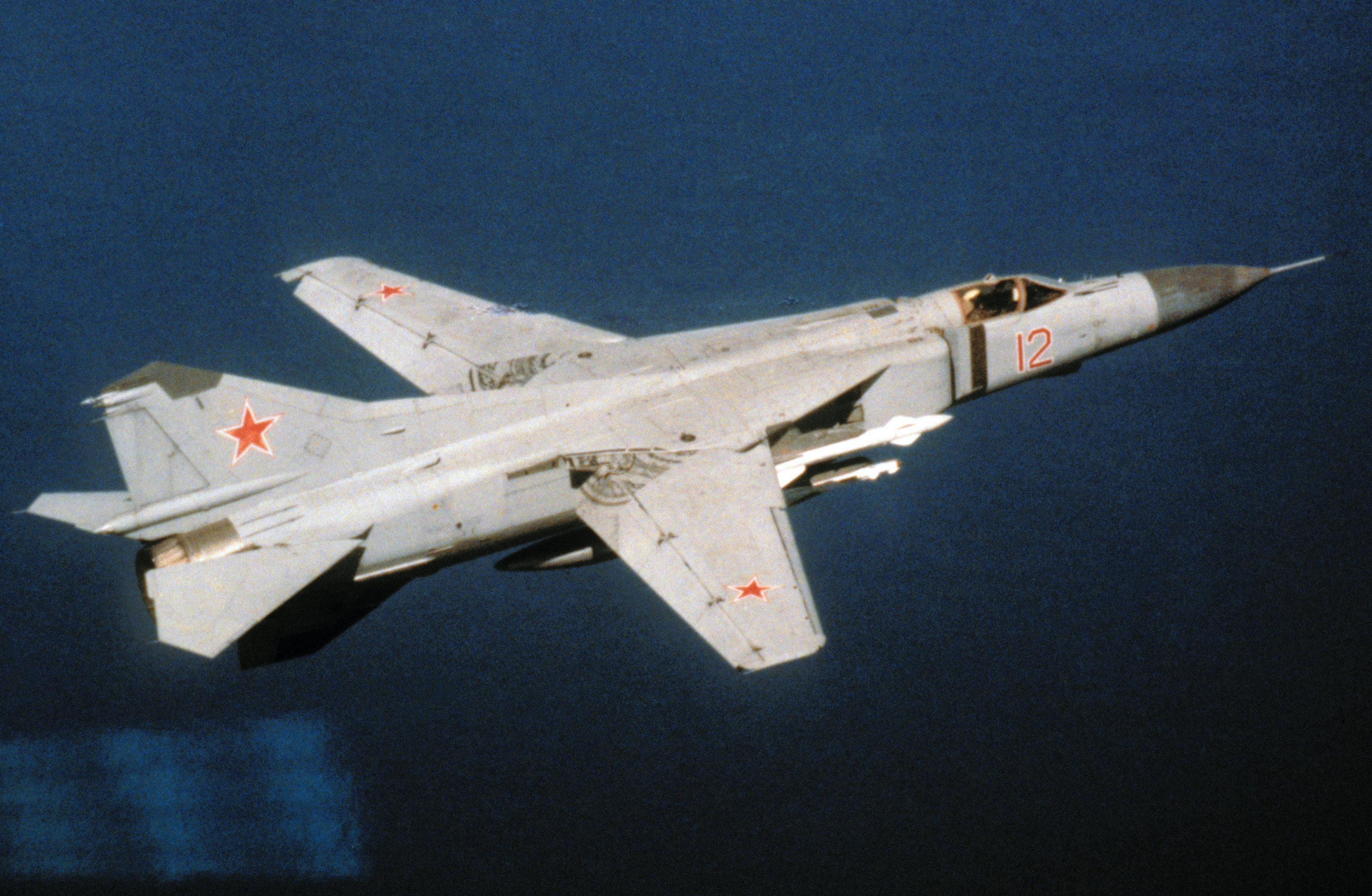
MiG-23M ("Flogger B") de la Fuerza Aérea Soviética en 1989.

Debido a su apariencia distintiva con grandes tomas de aire en ambos lados del fuselaje, el avión fue apodado "Cheburashka" por algunos pilotos soviéticos en busca de un popular personaje de dibujos animados ruso que representa a un animal ficticio con orejas grandes. El apodo no se pegó y más tarde se asignó firmemente a Antonov An-72/74, aunque hasta el día de hoy se lo aplica a diferentes aeronaves con características exteriores similares, incluido el A-10 Thunderbolt II.
El avión no fue utilizado en grandes cantidades por las fuerzas aéreas no soviéticas del Pacto de Varsovia como se había previsto originalmente. Cuando se desplegaron inicialmente los MiG-23, se los consideraba las élites de las fuerzas aéreas del Bloque Oriental. Sin embargo, muy rápidamente las desventajas se hicieron evidentes y el MiG-23 no reemplazó al MiG-21 como se pretendía inicialmente. El avión tenía algunas deficiencias que limitaban su capacidad de servicio operacional y su costo operativo por hora era, por lo tanto, más alto que el de los MiG-21. Las fuerzas aéreas del Bloque Oriental utilizaron sus MiG-23 para reemplazar a los MiG-17 y los MiG-19 que aún están en servicio.
Para 1990, más de 1,500 MiG-23 de diferentes modelos estaban en servicio con el VVS y el V-PVO. Con la disolución de la Unión Soviética, la nueva Fuerza Aérea Rusa comenzó a reducir su fuerza de combate, y se decidió que los MiG-23 y los MiG-27 de motor único serían retirados al almacenamiento operativo. El último modelo en servir fue la variante de defensa aérea MiG-23P y se retiró el 1 de mayo de 1998.
Cuando Alemania oriental y occidental se unificaron, no se transfirieron los MiG-23 a la Fuerza Aérea Alemana, sino que se suministraron doce antiguos MiG-23 de Alemania Oriental a los EE. UU. Cuando Checoslovaquia se dividió en Chequia y Eslovaquia, los checos recibieron todos los MiG-23, que se retiraron en 1998. Hungría retiró sus MiG-23 en 1996, Polonia en 1999, Rumania en 2000 y Bulgaria en 2004.
El MiG-23 fue el avión agresor equivalente "Top Gun" de la Fuerza Aérea Soviética desde finales de los setenta hasta finales de los ochenta. Resultó ser un rival difícil para las primeras variantes de MiG-29 voladas por pilotos inexpertos. Los ejercicios que se muestran cuando están bien volados, un MiG-23MLD podrían lograr proporciones de muerte favorables contra el MiG-29 en el simulacro de combate mediante el uso de tácticas de golpe y fuga y no enfrentando a los MiG-29 en las peleas de perros. Por lo general, el agresor MiG-23MLDs tenía una boca de tiburón pintada en la nariz justo detrás del radomo, y muchos fueron piloteados por veteranos de la guerra soviético-afganos. A fines de la década de 1980, estos agresores MiG-23 fueron reemplazados por los MiG-29, también con boca de tiburón.

### Unión Soviética

#### Guerra soviético-afgana
Los MiG-23 soviéticos se usaron sobre Afganistán, a menudo se usaron para escoltar misiones cerca de las fronteras de Pakistán e Irán, ya que el MiG-21 carecía del alcance necesario para hacerlo. Se afirmó que algunos de ellos habían sido derribados.
El primer uso del MiG-23 en Afganistán ocurrió en abril de 1982, cuando aviones de la 152.ª IAP escoltaron un gran ataque aéreo contra Rabat-e-Jali en la provincia de Nimruz. Esto se convirtió en un desastre cuando los MiG-23 no pudieron proporcionar una cobertura aérea adecuada y la fuerza de ataque cruzó accidentalmente a Irán, perdiendo varios helicópteros ante los F-4 Phantoms iraníes.
Los MiG-23 soviéticos y afganos y los F-16 paquistaníes se enfrentaron varias veces durante la guerra afgana-soviético desde 1987. Dos MiG-23 fueron reclamados derribados por F-16 paquistaníes al cruzar la frontera (ambos no fueron confirmados), mientras que un F-16 fue derribado el 29 de abril de 1987. Fuentes occidentales lo consideran un incidente de fuego amigo, pero el gobierno afgano respaldado por los soviéticos de la época y Pakistán afirmaron que los aviones soviéticos derribaron el F-16 paquistaní, una afirmación que The New York Times y el Washington Post también informaron. Según una versión rusa del evento, el F-16 fue derribado cuando los F-16 paquistaníes se encontraron con MiG-23MLD soviéticos. Los pilotos soviéticos de MiG-23MLD, mientras estaban en un bombardeo a lo largo de la frontera paquistaní-afgana, informaron haber sido atacados por F-16 y luego ver explotar un F-16. Podría haber sido derribado por disparos de un MiG cuyo piloto no informó de la muerte, porque a los pilotos soviéticos no se les permitió atacar aviones paquistaníes sin permiso. 
En 1988, los MiG-23MLD soviéticos que usaban R-23 (OTAN: AA-7 "Apex") derribaron dos AH-1J Cobras iraníes que se habían inmiscuido en el espacio aéreo afgano. En un incidente similar una década antes, el 21 de junio de 1978, un MiG-23M de la PVO volado por el piloto capitán V. Shkinder derribó dos helicópteros iraníes Boeing CH-47 Chinook que habían invadido el espacio aéreo soviético, un helicóptero fue enviado por dos misiles R-60 y el otro por fuego de cañón.
Los encuentros aire-aire, sin embargo, no fueron particularmente frecuentes, con el apoyo aéreo cercano representando la mayoría de las misiones voladas en Afganistán, mientras que las patrullas aéreas de combate y las misiones de escolta aire-aire comprendieron el 15% del total.  Las incursiones con bombas tontas y municiones de racimo se realizaron contra una amplia gama de objetivos, mientras que a menudo no se empleaban armamento más sofisticado debido a la dificultad del terreno y la amenaza de los MANPADs y AA. Los ataques se realizaron en parejas, con ambos MiG buceando en un ángulo de 45 grados antes de lanzar sus bombas. Después de grandes pérdidas en 1984-5, las tácticas fueron revaluadas y se introdujo una altitud mínima de 3.500 m (11.480 pies). Esto se incrementó más tarde a 4.500 m (14.760 pies). La precisión de los ataques se redujo y se hizo imposible usar cohetes no guiados. Sin embargo, esto fue eficaz para reducir las pérdidas; No hubo ninguno durante 1986. 
El biplaza MiG-23UB también entró en servicio en Afganistán, utilizado para ataque, reconocimiento y designación de objetivos. También se utilizó para familiarizar a los pilotos de MiG-27 con el vuelo en las condiciones cálidas y altas de Afganistán cuando fueron desplegados allí en 1988. Además, los MiG-23UB a veces actuaban como un avión improvisado 'AWACS', con un oficial en el asiento trasero observando y emitiendo órdenes a un grupo de ataque debajo de él. El concepto fue apodado "Yo soy mi propio AWACS" por los pilotos soviéticos involucrados. 

#### URSS. Vs Irán
El 21 de junio de 1978 los radares soviéticos detectaron cuatro contactos moviéndose lentamente, estos provenían de Irán e iban penetrando 15 a 20 km en el interior del espacio aéreo soviético cerca de Dushak, en Turkmenistán. Un MiG-23M despegó para interceptarlos. Una vez sobre el área, halló sólo un helicóptero, pero lo identificó como amigo. A las 6:52 se envió otro MiG-23M, volado por el capitán Valery I. Shkinder.
Shkinder se aproximó a los cuatro contactos, identificándolos como helicópteros CH-47C Chinook de la Fuerza Aérea Imperial Iraní y recibió la orden de atacar. En ese momento, los Chinooks iraníes estaban volando en dos parejas al noroeste, a lo largo del Canal Garagum, pero cuando sus radares detectaron al interceptor sobre ellos, viraron hacia el sudoeste y volaron hacia las montañas Kopet y la frontera iraní. Picando sobre los dos Chinooks más atrasados, Shkinder disparó dos misiles aire-aire R-60 (AA-8 Aphid) guiados por infrarrojos. Ambos misiles encontraron sus objetivos y explotaron en la parte trasera de un helicóptero, matando a los ocho tripulantes. El capitán Shkinder atacó al otro helicóptero con sus cañones de 23 mm GSh-23L, impactando en el motor de estribor del CH-47C. Los pilotos iraníes tuvieron suficiente suerte y se las arreglaron para un aterrizaje forzoso cerca del puesto fronterizo soviético en Gjaurs. Los cuatro tripulantes sobrevivieron, pero fueron capturados por gendarmes soviéticos. 
Pese a la severa pérdida de vidas para la IIAF, el incidente fue dejado de lado por ambos lados, y los soviéticos posteriormente permitieron que el Chinook dañado fuera reparado por iraníes y llevado de vuelta a Irán.

#### Apoyo soviético de la República Democrática Popular de Yemen
La URSS apoyó a la República Democrática Popular de Yemen con la Fuerza Aérea Soviética MiG-23BN y MiG-25R con sede en Aden a partir de finales de los años setenta. Durante la Guerra Civil del sur de Yemen en enero de 1986, la flota soviética MiG-23BN realizó ataques en apoyo de las fuerzas leales. No está claro si estos MiG-23 se transfirieron alguna vez al control de Yemen del Sur y luego a la Fuerza Aérea de Yemen unificada, o si siempre permanecieron bajo el control soviético y luego se retiraron.

### Siria

#### Combate contra Israel (desde 1973)
Los primeros MiG-23 se entregaron a Siria el 14 de octubre de 1973, cuando se enviaron dos MiG-23MS y dos MiG-23UB en cajas, a bordo de los transportes An-12B. Para cuando estos aviones pudieron ser ensamblados, probados en vuelo y sus tripulaciones preparadas para el combate, la guerra con Israel había terminado. Durante 1974 varios MiG-23s sirios se perdieron en accidentes. El proceso para hacer operativo el MiG-23 fue complejo y difícil, y solo ocho estaban operativos en 1974. Los primeros MiG-23 en ver combate fueron variantes de exportación con muchas limitaciones. Por ejemplo, el MiG-23MS carecía de un receptor de advertencia de radar. Además, en comparación con el MiG-21, el avión era mecánicamente complejo y costoso, y también menos ágil. Las primeras variantes de exportación también carecían de muchos "modos de reserva de guerra" en sus radares, lo que los hacía vulnerables a las contramedidas electrónicas (ECM), en las que los israelíes eran especialmente competentes.
El 13 de abril de 1974, después de casi 100 días de intercambios de artillería y escaramuzas a lo largo de los Altos del Golán, los helicópteros sirios entregaron comandos para atacar el puesto de observación israelí en Jebel Sheikh. Esto provocó fuertes enfrentamientos en el aire y en el suelo durante casi una semana. El 19 de abril de 1974, el capitán al-Masry, volando un MiG-23MS en una misión de prueba de armas, detectó a un grupo de F-4E de la IAF y derribó a dos de ellos tras disparar tres misiles. Estaba a punto de atacar a otro F-4 con un disparo de cañón, pero fue derribado por un disparo de una batería SAM. Debido a este éxito, se entregaron a Siria 24 interceptores MiG-23MS adicionales, así como un número similar de variantes de ataque MiG-23BN, durante el año siguiente. En 1978 empezaron las entregas de MiG-23MF y se equiparon dos escuadrones.
El 26 de abril de 1981, dos A-4 Skyhawks israelíes que atacaron un campamento en Sidón fueron derribados por MiG-23MS.

#### Batalla aérea sobre Líbano (1982)
De acuerdo a los israelíes unos 26 MiG-23 fueron derribados sobre el Líbano: 6 MiG-23MF, 4 MiG-23MS y 16 MiG-23BN. Según Siria sus MiG-23MS y MiG-23MFs derribaron 2 F-4 y 5 F-16. En diciembre de 1982, tras la lucha en el Líbano, Siria recibió mejores y más capaces modelos del MiG, como la variante especializada en combates aire-aire MiG-23ML. Según Siria, el 4 de octubre de 1983 sus aviones abatieron 3 F-15 y un F-4 sin sufrir pérdidas [cita requerida]. Sin embargo los combates más duros sucedieron en el verano de 1982.
A fin de establecer la superioridad aérea sobre Líbano, en la tarde de 9 de junio de 1982, comenzando a las 14:14, la IDF ejecutó una operación contra los enclaves SAM en el Líbano oriental, desplegando 26 F-4E para atacar a los radares sirios con empleo de misiles antirradar AGM-78 Standard ARM/Purple Fist y AGM-45 Shrike. Un total de 19 radares se reclamaron como destruidos o neutralizados en la primera oleada y una de las consecuencias fue que durante la siguiente batalla, causada por la aparición de la segunda oleada israelí (con un total de 92 A-4 Skyhawks, F-4E Phantoms, y Kfirs, escoltados por F-15 y F-16) las baterías SAM sirias y no menos de 54 interceptores sirios MiG-21 y MiG-23 enviados para enfrentarlos fueron dejados ciegos y sin dirección. [cita requerida]
Con sus radares posicionados dentro del Líbano fuera de servicio, los sirios fueron obligados a guiar a sus cazas usando sistemas de largo alcance situados dentro de Siria, siendo estos perturbados por las montañas situadas en medio. La IAF se ocupó también de interferir los sistemas de comunicación sirios, haciendo uso de aviones Boeing 707 equipados con perturbadores electrónicos capaces de interferir en varias frecuencias las comunicaciones enemigas, sin interferir con las frecuencias usadas por la IDF. Con una interferencia efectiva a las comunicaciones enemigas, cortaron la comunicación de los MiG de la SAF (Syrian Air Force) con sus controladores en tierra, dejándolos aislados y vulnerables a los ataques de F-15 y F-16 dirigidos por AWACS. Esto resultó en un caos en las formaciones sirias.
Mientras tanto, guiados por AWACS Grumman E-2C Hawkeye, los israelíes esperaban emboscados a baja altura, entre las colinas libanesas. En la batalla siguiente, varios escuadrones de MiG-21 sirios fueron destruidos. Los pilotos de MiG-23MS sirios jugaron sólo un rol secundario, y han reclamado sólo un F-4E Phantom israelí como derribado por misiles R-3S disparados por dos Floggers, mientras dos de ellos fueron también derribados, con la pérdida de un piloto, el Tte. Sofi. En el lado sirio, los pilotos de MiG-23MF sirios reclamaron un total de tres derribos, a cambio de tres pérdidas, con todos los pilotos eyectándose. Al final del día Israel había destruido 17 de las 19 baterías sirias de misiles SAM junto con sus radares, y además 29 cazas de la Fuerza Aérea Siria, sin sufrir pérdida alguna. [cita requerida]
El 11 de junio, la SAF cambió su táctica una vez más, comenzando a despachar dos enormes formaciones de aviones de modo simultáneo, cada una consistiendo de un escuadrón de cazabombarderos con escolta de otro escuadrón de interceptores. Varias veces, MiG-25P Foxbat fueron enviados a alta velocidad y gran altura, haciendo de señuelos a los israelíes para alejarlos de los atacantes que llegaban a baja altura. Esto cambió la situación al menos hasta ese momento, dado que ahora los interceptores sirios mantendrían a los cazas israelíes ocupados, e, incluso si la primera oleada de ataque abortara la misión, o sufriera pérdidas frente a los israelíes, la segunda oleada que venía inmediatamente detrás tendría ventaja para aprovechar el caos sobre ellos y completar su misión.
Aparentemente, estas tácticas permitieron al menos a dos grandes formaciones de Su-22 pasar y atacar una batería de MIM-23 Hawk israelí, del mismo modo que causar extensos daños a una de las brigadas blindada en la batalla contra la 3.ª División Blindada siria cerca de la carretera Beirut-Damasco. Más aún, durante la melée en la cual F-15 y F-16 de la IDF y SAM israelíes reclamaron entre cinco y siete Su-22 derribados, dos pilotos de MiG-23MS aparentemente usaron la confusión para abrirse camino y sorprender a una formación israelí que llegaba al combate. Los pilotos sirios reclamaron un F-4E cada uno como derribado usando misiles R-3S. De acuerdo a fuentes sirias, ambos pilotos fueron posteriormente derribados por F-15 israelíes, pero se eyectaron y caminaron de vuelta a las posiciones sirias.
En total, durante la lucha sobre El Líbano, entre abril de 1981 y junio de 1982, los MiG-23MS de la SyAAF reclamaron dos derribos y sufrieron una pérdida de cuatro aviones y un piloto. En total la SAF reconoció las pérdidas de un total de 85 aviones entre el 6 y 11 de junio de 1982, junto con 27 pilotos muertos y ocho heridos, y a cambio de derribar 21 aeronaves y helicópteros israelíes. Fuentes israelíes, al contrario, niegan pérdidas en combate aéreos, mientras sus derribos reclamados en combate aire-aire varían entre 82:0 y 85:0. Israel solo admite la pérdida de 2 F-4, un A-4 y 2 Kfir en los 80 sobre el Líbano, todas debidas a misiles SAM o artillería antiaérea. [cita requerida]

#### Guerra civil siria
Un antiguo MiG-23MS de la Fuerza Aérea de Siria se convirtió en un ícono del Asedio de la Base Aérea de Abu al-Duhur: el 7 de marzo de 2012, los rebeldes sirios utilizaron un misil antitanque 9K115-2 Metis-M para golpear al MiG abandonado. Más tarde, en marzo de 2013 entraron en la base, mostrando el MiG desgastado y dañado. Finalmente, en mayo de 2013, la Fuerza Aérea Siria lo bombardeó para destruir completamente el naufragio.
El MiG-23BN sirio bombardeó la ciudad de Alepo el 24 de julio de 2012, convirtiéndose en el primer uso de aviones de ala fija para bombardeos en la guerra civil siria.
El 13 de agosto de 2012, los rebeldes del Ejército Sirio Libre cerca de Deir ez-Zor derribaron un MiG-23BN sirio, aunque el gobierno afirmó que se redujo debido a dificultades técnicas.
Desde entonces, los MiG-23 de la Fuerza Aérea de Siria junto con diferentes aviones de combate de la Fuerza Aérea de Siria han sido vistos regularmente realizando ataques contra insurgentes sirios, quienes han reclamado que varios MiG fueron derribados o destruidos en el suelo en diferentes ocasiones.
El 23 de marzo de 2014, un MiG-23 sirio fue derribado después de ser golpeado por un AIM-9 Sidewinder disparado por un F-16 turco en las cercanías de la ciudad siria de Kessab. El piloto expulsado a salvo y fue recuperado por fuerzas amigas. Fuentes turcas dijeron que el caza violó el espacio aéreo turco y fue derribado después de varias advertencias de radio mientras se acercaba a la frontera. Otro MiG-23 sirio regresó a Siria después de ingresar al espacio aéreo turco.

### Irak

#### Irak Vs Irán
El MiG-23 participó en la guerra entre Irán e Irak y se usó en los roles aire-aire y aire-tierra. Los informes sobre el rendimiento en el combate aéreo son variados: algunos autores afirman que los MiG-23 iraquíes tuvieron algunas victorias y varias derrotas contra los F-14A Tomcat, F-5E Tiger II y F-4D/E Phantom II iraníes. 
Entre abril y noviembre de 1979, la IrAF perdió al menos cuatro MiG-23BNs por SAMs iraníes y dos en accidentes operacionales.
Durante la primera fase de la Guerra, la IrAF usó al MiG-23BN más que nada como interceptor, enviando pequeñas formaciones de entre dos y cuatro aviones a atacar blancos dentro de Irán. Usando puntos ciegos en la red de radares iraníes, la mayoría de los aviones salieron sin ningún rasguño. Sin embargo, algunos fueron interceptados por Tomcats y Phantoms iraníes, y los resultados de combates aéreos fueron catastróficos para los MiG-23. Había diversas razones para ello: antes de la Revolución Islámica, en febrero de 1979, varios pilotos iraníes fueron enviado a USA, donde evaluaron MiG-21s y MiG-23s usados por la USAF; los israelíes suministraron mucho de sus propias experiencias acerca de los MiG, y, el equipamiento de los MiG-23 iraquíes era realmente pobre.
El 13 de septiembre de 1980 dos MiG-23MS fueron interceptados por Phantoms iraníes mientras apoyaban operaciones de reconocimiento de MiG-21R sobre el área de Chogar, y un MiG fue derribado. El 24 de septiembre de 1980, tres MiG-23BN que atacaron las instalaciones en la isla de Khark fueron derribados por Tomcats iraníes. Similares pérdidas fueron sufridas en batallas aéreas posteriores el 3, 13, 18, y 19 de octubre, durante las cuales un total de al menos de once MiG-23BN fueron confirmados como derribados por F-14 iraníes, la mayoría de ellos sobre la región norte de Golfo Pérsico, entre Abadan y Bushehr.
Según el investigador Tom Cooper, los F-14 iraníes causaron pérdidas excepcionalmente pesadas a los MiG-23 (la mayoría de ellos bombarderos, modelo MiG-23BN) al comienzo de la guerra, para gran decepción de la Fuerza Aérea iraquí, que creía que los soviéticos El luchador sería un rival para el Tomcat. Durante la guerra entre Irán y Irak, se afirma que al menos 58 MiG-23 fueron derribados por los F-14 (15 de estos se confirmaron según Cooper), y los 20 MiG-23 fueron reclamados por los F-4 (16 confirmados según Cooper). Según datos oficiales iraquíes, solo se perdieron 29 MiG-23 durante toda la guerra (entre 20 y 28 de ellos fueron derribados por AAA, combatientes enemigos o fuego amigo).
Según las fuentes iraníes, después de las escaramuzas en agosto y septiembre de 1980 y los ataques iraníes en Irak claramente demostraron que el MiG-23 en sus versiones BN/MS no podía competir con los Phantom y Tiger iraníes. Sin embargo, a partir de 1983, los soviéticos empezaron a entregar a las iraquíes versiones más modernas del MiG-23, las versiones MF/ML fueron las más exitosas y igualaron a los cazas Phantom y Tigers que tenía Irán, durante ese tiempo los pilotos de MiG-23 empezaron a reclamar más derribos y con el entrenamiento más exhaustivo que tenían, los resultados de los MiG-23 empezaron a mejorar, hasta el punto de lograr derribar a un F-14 Tomcat iraní (el mejor caza en servicio en la IRIAF).
Durante la guerra, los MiG-23 iraquiés, lograron muchas victorias aéreas y misiones exitosas de ataque a tierra, algunas de estas son las siguientes:
- El coronel de la Fuerza Aérea de Irán, Mohammed-Hashem All-e-Agha, fue derribado por un MiG-23ML iraquí mientras volaba su F-14A el 11 de agosto de 1984.
- Coronel de la Fuerza Aérea iraní, Abdolbaghi Darvish, fue derribado por un MiG-23ML iraquí mientras volaba su Fokker F27-600 el 20 de febrero de 1986. Todos los 49 tripulantes y pasajeros murieron. El avión llevaba una delegación de militares y oficiales del gobierno en una misión.
- El 17 de enero de 1987, un MiG-23ML derribó al capitán de la Fuerza Aérea iraní Bahram Ghaneii mientras volaba su F-14A.
- El conocido piloto de combate iraquí MiG-23 era el capitán Omar Goben. Derribó al menos un F-5E y un F-4E con un MiG-23, y dos F-5E y un F-4E con un MiG-21.

- Los MiG-23MS/MF iraquíes (combatientes) se utilizaron en la primera mitad de la guerra, anotando nada menos que 8 muertes y sufrieron 2 MiG-23MS y 4 MiG-23MF.
- Los MiG-23MLs (luchadores) se utilizaron en la segunda mitad de la guerra. Posiblemente anotaron 7 remates (incluyendo 2 F-14) y posiblemente sufrieron 3 derrotas.
- Los MiG-23BNs (variante de ataque a tierra) se utilizaron con éxito contra objetivos en tierra. El 22 de septiembre de 1980, los BN se utilizaron en las primeras salidas de combate contra Irán. Dos F-4 Phantoms fueron destruidos en la base aérea de Mehrabad en el ataque de BNs. Sin embargo, hasta 22 MiG-23BN fueron derribados por interceptores iraníes durante la guerra.
- Según otras fuentes, 16 BN se perdieron durante la guerra, 13 de ellos en combate. Según fuentes iraníes, cuatro MiG-23BN fueron derribados por los F-14 el 29 de octubre de 1980, pero la victoria no fue confirmada.

#### Invasión de Kuwait (1990)
El 2 de agosto de 1990, la Fuerza Aérea Iraquí apoyó la invasión de Kuwait con los aviones MiG-23BN y Su-22 como los principales activos de ataque. Varios aviones y helicópteros iraquíes fueron derribados por los sitios de SAM de Hawk 23 MKK de la defensa aérea kuwaití, entre ellos un MiG-23BN.

#### Irak Vs Coalición Internacional (1991)
Durante la guerra del golfo de 1991, el primer día de conflicto (17.1.1991) un MiG-23ML del 63 Sq. de la IrAF (piloto Hussam) logra dañar un F-111F (No.70-2384) de la 48th TFW con un R-24T de guía infrarroja, al sur de la base aérea de Balad (Samara Southwest) a las 4:30 hora local , minutos más tarde (5:10) otro MiG-23ML dispara un R-24T a un nuevo F-111F de la 48th TFW, a 15 millas del Este de Salman Pal, al cual daña, pero no logra derribarlo.
La Fuerza Aérea de los Estados Unidos informó haber derribado ocho MiG-23 iraquíes con F-15, seis de ellos fueron confirmados. Hasta 12 MiG-23 volaron sobre la frontera, aterrizaron en Irán para evitar la destrucción y varias otras unidades fueron destruidas o dañadas en el suelo o en los refugios durante las redadas en sus bases aéreas.
Los Estados Unidos declararon que las pérdidas de los F-16Cs fueron causadas por misiles de superficie a aire 2K12 Kub y S-125 Neva/Pechora en lugar de aviones enemigos. Además, ninguna pérdida de Tornado se atribuye a los aviones enemigos según la Royal Air Force y la Fuerza Aérea Italiana.

#### Zonas de exclusión aérea e invasión de Irak (1991-2003)
El 17 de enero de 1993, un F-16C de la USAF destruyó un MiG-23 iraquí con un misil AIM-120 AMRAAM. El 9 de septiembre de 1999, un MiG-23 solitario cruzó la zona de exclusión aérea en dirección a un vuelo de F-14 Tomcat de la US Navy, el F-14 disparó un AIM-54 Phoenix contra el MiG, pero falló y el MiG se dirigió en retirada hacia el norte.
En 2003, durante la Operación Libertad Iraquí, toda la Fuerza Aérea Iraquí permaneció en tierra con varias unidades aéreas encontradas por los Estados Unidos y las fuerzas aliadas alrededor de las bases aéreas iraquíes en condición de abandono después de la invasión. La invasión marcó el final del servicio iraquí para el MiG-23.

### Cuba

#### Cuba en Angola
Durante la participación de Cuba en la guerra de Angola (1975-1988), los MiG-23 de la Fuerza Aérea cubana fueron uno de los principales factores de la victoria sobre Sudáfrica en Cuito Cuanavale: silenciaron sus baterías antiaéreas, asestaron golpes sorpresa, logrando a superioridad aérea sobre la aviación sudafricana. 
El 3 de abril de 1986 un Mig-23ML cubano intercepta de noche a dos C-130 de la CIA que lanzaban armas para la UNITA cerca de la frontera con Zaire. Uno de los Hércules fue derribado con misiles de mediano alcance, y el segundo logró huir con averías. El éxito de la acción obligó al cese de los vuelos de la CIA en la zona. 
Con la intensificación del conflicto a fines de 1987, comienzan los combates aéreos con los Mirage F-1CZ de la SAAF. El 27 de septiembre de 1987 una pareja de Mig-23ML cubanos despega a cubrir una misión de rescate de los helicópteros en la zona de Cuito Cuanavale, cuando reciben el aviso del radar terrestre, de que dos cazas sudafricanos penetran el espacio aéreo angoleño con rumbo norte. Los MiG-23ML siguen las indicaciones para interceptar a los Mirages, aproximándose de frente. El radar del MiG-23ML del Teniente Chávez capta y fija al primer Mirage F1 a 12 km, pero no puede disparar su misil R-24R de medio alcance, pues ambas parejas de cazas giran. Los cazas se cruzan de frente, y giran en la horizontal para colocarse en la cola del otro par. Sin embargo, el MiG-23ML tiene clara superioridad de maniobra frente al Mirage F1, y su radio de giro es menor. En pocos segundos el MiG-23 del Mayor Alberto Ley Rivas quien logra colocarse en la cola del Mirage F1CZ SAAF-206 del Capitán Arthur Piercy y le dispara a 300 m un R-60MK, que explota en su cola. El otro Mirage pica a tierra bruscamente y sale del combate en vuelo rasante hacia a Namibia. Los MiG-23ML consideran al primer Mirage derribado, e intentan perseguir al segundo avión, pero están al límite de combustible, por lo que regresan a su base. El misil R-60MK explotó cerca de la tobera, dañando las alas y timones, el paracaídas se desprendió, además de serios daños en el sistema hidráulico. Piercy logra controlar a duras penas su Mirage F1CZ, y al intentar aterrizar se sale de la pista, perdiendo su tren de aterrizaje. 
Luego de este combate aéreo, los aviones sudafricanos dejaron de aparecer sobre las zonas donde operaban los MiG-23. El MiG-23 y sus misiles R-24R y R-60MK era más avanzado que los Mirage F1 y los misiles aire-aire V-3 Kukri y Matra-550 que lo equipaban. Con el R-24R los MiG-23ML tenían además capacidad de combate BVR (más allá del alcance visual), dándole a los MiGs cubanos, la posibilidad de alcanzar objetivos a más de 50 km de distancia, algo inexistente en la SAAF, que lo tuvo en cuenta en sus acciones. Sudáfrica se vio obligada a comprar misiles a Israel para contrarrestar esta desventaja. Tras el golpe aéreo de 12 MiG-23ML cubanos contra las tropas de Sudáfrica en Calueque el 27 de junio de 1988, comenzó la negociación de la tregua.
Hubo otros combates entre MiG-23 y Mirage F1, sin embargo, estos terminaron sin ninguna para los dos bandos, entre los que se encuentran los siguientes:
El 25 de febrero de 1988 el solitario MiG-23ML del primer teniente Eladio Ávila terminaba una misión de escolta a un MiG-21, cuando recibe la de buscar un blanco aéreo en la zona. Ávila no lo encuentra, y decide regresar por escasez de combustible. Acto seguido, se encuentra con dos Mirage F1. Los sudafricanos prefieren retirarse a pesar de su ventaja numérica. Ávila los persigue y casi los tiene al alcance de tiro efectivo de sus misiles, cuando el aparato notifica su falta de combustible. Se ve obligado a aterrizar casi vacío en la pista de Cuito Cuanavale, que estaba bajo el fuego de los obuses sudafricanos de 155mm G5 y G6. Ávila reposta su avión y vuela hacia Menongue, a pesar del fuego artillero por el aeródromo. 
Ese mismo día 25 de febrero el capitán Orlando Carbó en su MiG-23ML de reconocimiento al sur de Cuito, cuando el operador del radar Ricardo López Castillo le advierte de la aproximación de un Mirage F1. Orlando se prepara para el combate, encontrándose con el enemigo. Era una emboscada, en la que el MiG-23ML se enfrasca contra tres Mirage F-1. Los sudafricanos le disparan tres misiles aire-aire V-3 Kukri sin resultado, y se retiran. Orlando regresa a casa también con poco combustible, apagándosele el motor en la pista de aterrizaje.
El TsAGI de Rusia (Instituto Central Aerohidrodinámico) adjudica a los MiG-23 cubanos en Angola 3 victorias aéreas (2 Mirage F1 y 1 Impala Mk2) y 1 Mirage que regresa averiado, pero se estrella al aterrizar. Por su parte, fuentes sudafricanas niegan estas posibles victorias cubanas en combates aéreos, aunque tampoco se adjudican MiG-23 derribados.

### Libia

#### Libia Vs Armada de EE. UU.

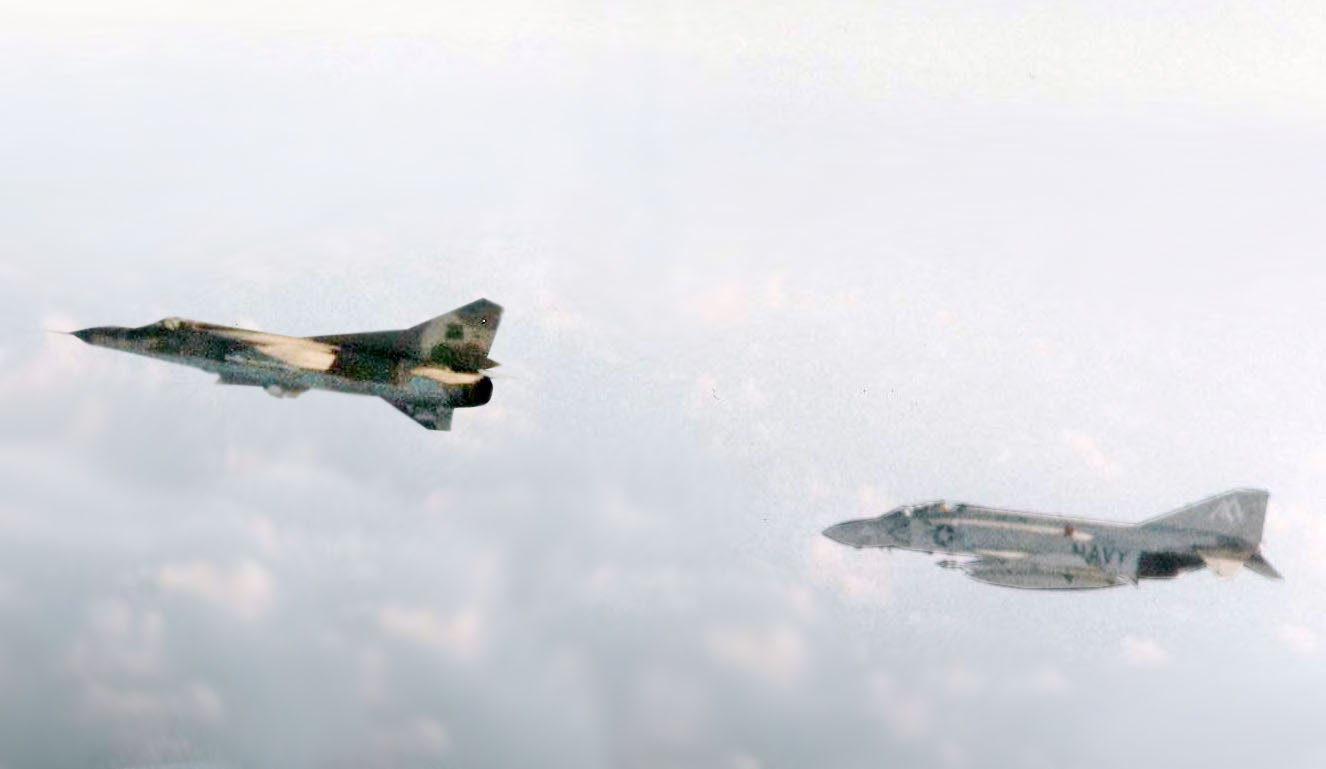
MiG-23 libio sobre el Golfo de Sidra en agosto de 1981, seguido por un F-4 justo antes del primer incidente del Golfo de Sidra.

MiG-23MS libios estuvieron envueltos en un incidente internacional que ocurrió el 16 de septiembre de 1980, cuando no menos de 15 cazas libios interceptaron un RC-135U de la USAF sobre el Golfo de Sidra. Parece que en un momento cazas libios amenazaron con abrir fuego o de hecho se abrió fuego y dañó al avión de reconocimiento antes de ser escoltado por cazas de la USN. De cualquier modo, el incidente marcó el inicio de numerosos incidentes entre libios y fuerzas estadounidenses los cuales ocurrieron durante los siguientes nueve años y finalizaron con el derribo de dos MiG-23MFs de la LARAF por F-14A Tomcats de la USN, el 4 de enero de 1989.

#### Guerra civil libia
En la guerra civil libia de 2011, los MiG-23 de la Fuerza Aérea de Libia se utilizaron para bombardear las posiciones de los rebeldes. El 15 de marzo de 2011, un sitio web rebelde informó que las fuerzas de la oposición comenzaron a usar un MiG-23 capturado y un helicóptero para hundir 2 barcos leales y bombardear algunas posiciones de los tanques.
El 19 de marzo de 2011, un MiG-23BN de la Fuerza Aérea Libia Libre fue derribado sobre Benghazi por sus propias defensas aéreas, que lo confundieron con un avión leal. El piloto fue asesinado después de que fue expulsado demasiado tarde.
El 26 de marzo de 2011, cinco MiG-23 y dos helicópteros Mi-35 fueron destruidos por la Fuerza Aérea francesa mientras estaban estacionados en el aeropuerto de Misurata. Según informes anteriores, los aviones de ala fija fueron identificados como Soko G-2 Galeb.
El 9 de abril, un avión rebelde de la OTAN interceptó a un rebelde MiG-23 sobre Bengasi y lo escoltó hasta su base por violar la zona de exclusión aérea de la ONU.
Un número limitado de MiG-23 que sobrevivieron a la guerra civil libia de 2011 y los bombardeos de la OTAN participaron en ataques aéreos entre la Cámara de Representantes libia opositora y el Congreso Nacional General rival durante la guerra civil libia (2014-presente) con ambas partes controlando un número limitado de aviones.
El 23 de marzo de 2015, un Nuevo Congreso Nacional General operado MiG-23UB fue derribado mientras bombardeaba la base aérea de Al Watiya, controlada por la Cámara de Representantes de Libia, probablemente con un MANPADS de Igla-S. Ambos pilotos fueron asesinados. A principios de 2016, las fuerzas de la Cámara de Representantes de Libia controlaron tres MiG-23 en condiciones de vuelo, entre otros aviones, dos MiG-23MLA y uno MiG-23UB. Todos se perdieron en tres ocasiones separadas con un primer MiG-23MLA, serie 6472, perdido cerca de la base aérea de Benina el 4 de enero, después de un ataque aéreo, el segundo MiG-23MLA, serie 6132, perdido el 8 de febrero mientras realizaba ataques aéreos contra el Estado Islámico cerca de Derna y el MiG-23UB, serie 7834, perdió el 12 de febrero de 2016 mientras operaba al oeste de Benghazi, reclamado por el Estado Islámico y el gobierno oficial atribuyó la pérdida a la artillería antiaérea. En todas las ocasiones, las tripulaciones aéreas expulsadas, mientras que la causa de los dos primeros choques permanecieron debatidas entre el fuego hostil y las causas mecánicas.
El 28 de febrero de 2016, un MiG-23MLA serie 6453 recuperó su estado de vuelo después de varios años, convirtiéndose en el único MiG-23 en servicio con la Fuerza Aérea de Libia en marzo de 2016, realizando misiones contra posiciones y vehículos enemigos desde marzo de 2016.
En las siguientes semanas, tanto la Fuerza Aérea de Libia como la Fuerza Aérea Dawn de Libia, que se oponen, restauraron un número de MiG-23BN, MiG-23ML y MiG-23UB al estado de vuelo y se registraron mientras sobrevolaban el cielo de Libia y atacaban las posiciones enemigas.

### Egipto
Egipto se convirtió en uno de los primeros clientes de exportación cuando en 1974 compró ocho interceptores MiG-23MS, ocho delanteros MiG-23BN y cuatro entrenadores MIG-23U, concentrándolos en un solo regimiento con base en Mersa Matruh. En 1975, todos los MiG-23 egipcios se habían retirado del servicio activo y se habían almacenado debido a que la política exterior egipcia se había desplazado hacia Occidente y, por lo tanto, había perdido el apoyo de la URSS.
En 1978, China compró dos interceptores MiG-23MS, dos MiG-23BN, dos MiG-23U, diez MiG-21MF y diez misiles aire-tierra KSR-2 (AS-5 Kelt) a cambio de piezas de repuesto y soporte técnico. para la flota egipcia de MiG-17 Frescos y MiG-21 provistos por los soviéticos. Los chinos utilizaron el avión como base para su proyecto J-9, que nunca se aventuró más allá de la fase de investigación.
Algún tiempo después, los seis ejemplos restantes de MiG-23MS y seis MiG-23BN, así como 16 MiG-21MF, dos Sukhoi Su-20 Fitters, dos MiG-21U, dos Mil Mi-8 Hips y diez KSR-2 se compraron para La División de Tecnología Extranjera, un departamento especial de la USAF, responsable de evaluar las tecnologías adversas. Estos se intercambiaron por armas y soporte de repuesto, incluidos los misiles AIM-9J/P Sidewinder, que se instalaron en los restantes MiG-21 egipcios.

### Egipto Vs Libia
Los MiG-23s libios jugaron sólo un rol menor durante la corta guerra con Egipto, en julio de 1977, pero uno de ellos fue derribado por MiG-21s egipcios mientras apoyaba al ataque libio al aeropuerto en Mersa-Matruh. La situación se repitió a principios de 1979 cuando en otro choque con cazas egipcios se produjo sobre as-Solum. Durante un breve encuentro, dos pilotos MiG-23MS libios cometieron la equivocación de enfrentarse con dos MiG-21MFs de la EAF, equipados con AIM-9J-1 Sidewinders, en un combate cerrado. El Mayor egipcio Sal Mohammed se las arregló para derribar un MiG-23, mientras el otro MiG libio usó la aceleración superior de esta aeronave para alejarse.

#### Etiopía-Eritrea (1998-2000)
Los MiG-23 suministrados por la Unión Soviética a Mengistu Haile Mariam del Derg fueron muy utilizados por la Fuerza Aérea de Etiopía contra la serie de guerrilleros rebeldes que luchan contra el gobierno durante la Guerra Civil de Etiopía. Según un informe de Human Rights Watch de 1990, los ataques, a menudo con napalm o fósforo y municiones en racimo, no solo estaban dirigidos contra los rebeldes, sino contra poblaciones civiles (tanto en Eritrea como en Etiopía) y convoyes humanitarios de manera deliberada.
Los MiG-23 etíopes se utilizaron en las misiones de ataque terrestre y ataque durante la guerra fronteriza con Eritrea desde mayo de 1998 hasta junio de 2000, e incluso atacaron objetivos en el aeropuerto de la capital de Eritrea, Asmara, en varias ocasiones. Tres MiG-23BN etíopes fueron reclamados como derribados por los MiG-29A eritreos

### India
Los MiG-23 de la IAF fueron usados durante el conflicto de Kargil de 1999, que enfrentó a las tropas indias con las pakistaníes. El MiG-23 se distinguió por ser el modelo de avión que más carga explosiva lanzó desde las vertiginosas alturas de esta montañosa zona de Cachemira.

## Especificaciones (MiG-23MLD "Flogger-K")

### Características generales
- Tripulación: 1 piloto
- Longitud: 16,7 m
- Envergadura: 13,97 m con alas extendidas (ala de geometría variable)
- Altura: 4,82 m
- Superficie alar: 37,35 m² con alas extendidas, 34,16 m² con alas en flecha
- Peso vacío: 9595 kg
- Peso cargado: 15 700 kg
- Peso máximo al despegue: 18 030 kg
- Planta motriz: 1× turborreactor con postcombustión Khatchaturov R-35-300.
  - Empuje normal: 83,8 kN (8550 kgf; 18 850 lbf) de empuje.
  - Empuje con postquemador: 127,7 kN (13 018 kgf; 28 700 lbf) de empuje.

### Rendimiento
- Velocidad máxima operativa (Vno): 2500 km/h, 2800 km/h a altitud alta (Mach 2,35), 1400 km/h (839 MPH; 729 kt) a nivel del mar
- Radio de acción: km
- Alcance en combate: 1150 km (621 nmi; 715 mi) con seis misiles aire-aire
- Alcance en ferry: 2820 m (9252 ft)
- Techo de vuelo: 18 500 m (60 696 ft)
- Régimen de ascenso: 240 m/s (47 244 ft/min)
- Carga alar: 420 kg/m²
- Empuje/peso: 0,88
- Límites de fuerzas soportadas: 8.5 G

### Armamento
- Cañones: 1× Gryazev-Shipunov GSh-23L de dos cañones calibre 23 mm con 200 proyectiles
- Puntos de anclaje: 7 (3 en el fuselaje, 2 en las raíces alares y 2 pilones subalares) con una capacidad de 2000 kg (3000 kg en la versión BN), para cargar una combinación de:  
  - Bombas: Bombas de caída libre FAB-100/250/500.
  - Cohetes: 

    - Cohetes S-5 en contenedores UB-16-57 y UB-32-57, cohetes S-8 y S-24.

  - Misiles: 

    - Misiles aire-aire:
      - Medio alcance (guiado por radar): Vympel R-23/24 ("AA-7 Apex") y con actualizaciones también Vympel R-27 ("AA-10 Alamo") y Vympel R-77 ("AA-12 Adder")
      - Corto alcance (guiado por infrarrojos): Mólniya R-60 ("AA-8 Aphid") y con actualizaciones también Vympel R-73 ("AA-11 Archer")

    - Misiles aire-superficie:
      - Kh-23 Grom ("AS-7 Kerry"), guiado por radio comando.

  - Otros: 

    - Tanques de combustible externos

## Accidentes e incidentes
- El 18 de julio de 1980, 21 días después del incidente del vuelo 870 de Aerolinee Itavia, los restos de un MiG-23 libio fueron encontrados en las montañas Sila en Castelsilano, Calabria, al sur de Italia, según los informes oficiales.[13]
- El 26 de abril de 1984, el teniente general de la Fuerza Aérea de los Estados Unidos Robert M. Bond murió cuando el MiG-23 que él pilotaba se estrelló en el campo de pruebas de Nevada.[14] En el momento del suceso, el teniente general Bond servía como vicecomandante del Comando de Sistemas de la Fuerza Aérea en la Base Aérea Andrews, Maryland.
- 4 de julio de 1989: Un MiG-23 que volaba sin piloto se estrelló contra una casa en Bélgica, matando a un varón de dieciocho años.
- 22 de diciembre de 1992: El vuelo 1103 de Libyan Arab Airlines colisionó con un MiG-23 de la Fuerza Aérea de Libia provocando que ambos se estrellasen.

### Desarrollos relacionados
- Mikoyan MiG-27
- Nanchang Q-6

### Aeronaves similares
- Republic F-105 Thunderchief
- McDonnell Douglas F-4 Phantom II
- General Dynamics F-111 Aardvark
- Grumman F-14 Tomcat
- Dassault Mirage F1
- Dassault Mirage G
- Saab 37 Viggen
- IAI Kfir
- Shenyang J-8
- Avro Canada CF-105 Arrow

### Secuencias de designación
- MiG-1 – MiG-3 – MiG-9 –  MiG-15  –  MiG-17  – MiG-19 – MiG-21 – MiG-23 – MiG-25 – MiG-27 – MiG-29 – MiG-31 – MiG-33 – MiG-35